# Roseto (giardino)
Un roseto è un giardino, o una parte di giardino, spesso la più importante, nella quale sono piantate principalmente delle rose. Secondo certi autori, bisogna distinguere il "roseto", in quanto raccolta botanica, dal "giardino di rose", che ha scopo ornamentale.

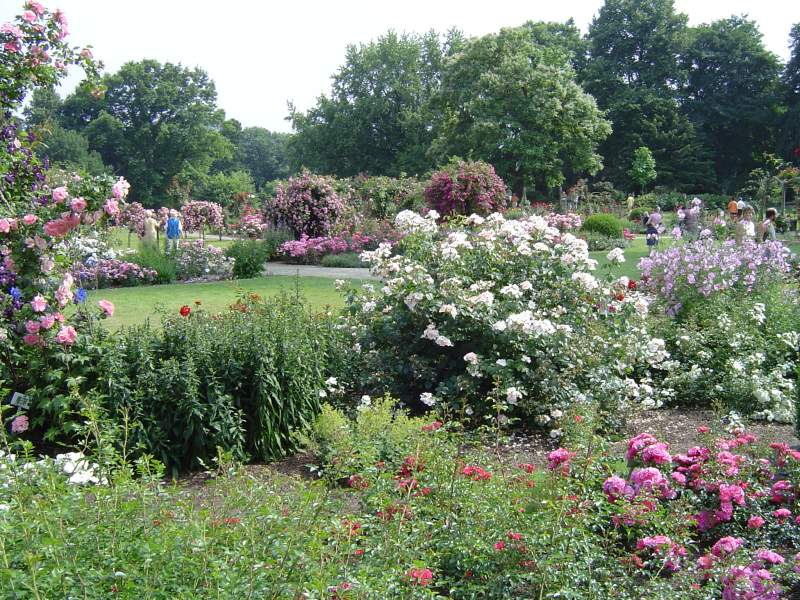
Il Deutsches Rosarium di Dortmund (Germania).

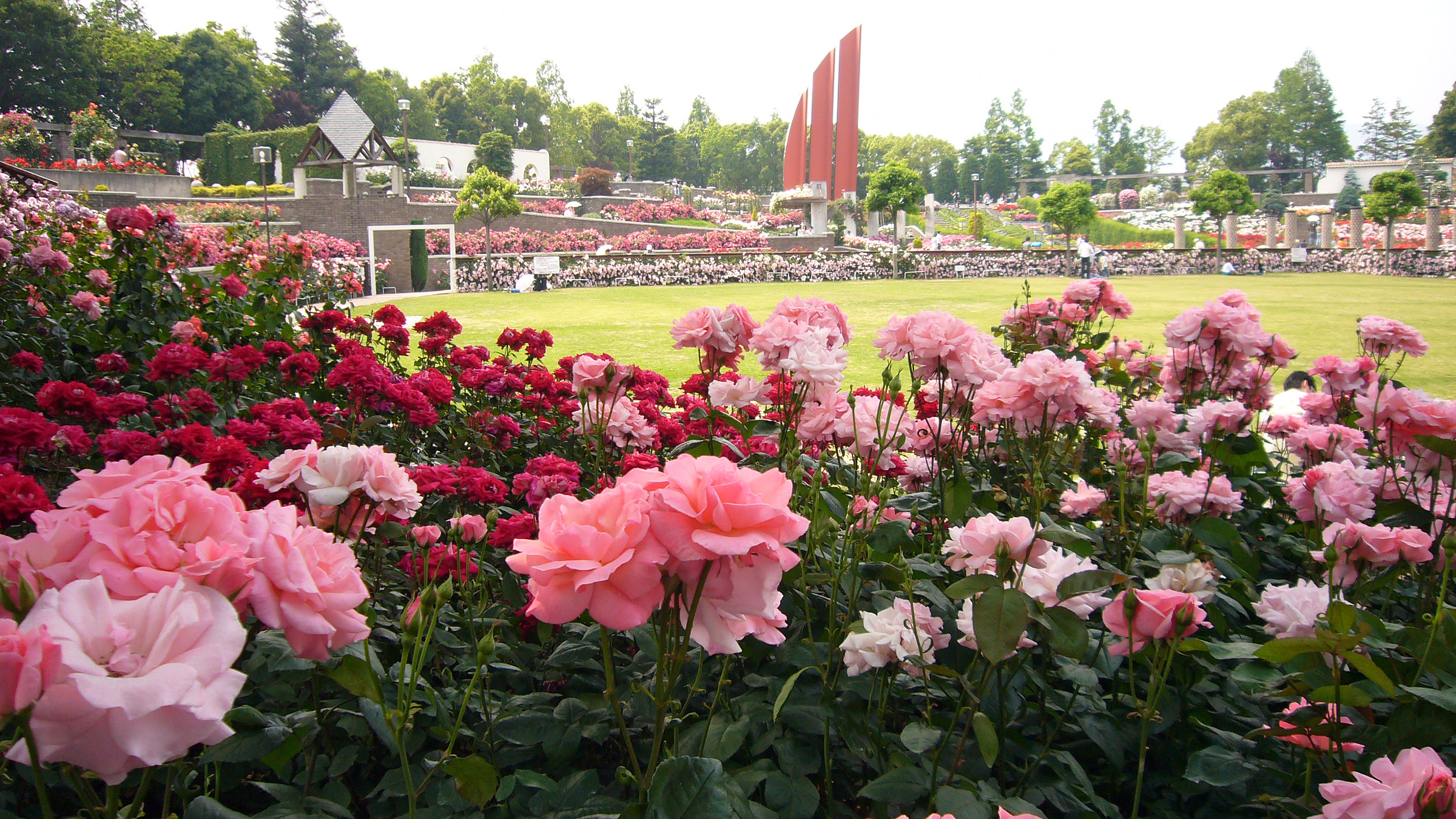
Roseto Aramaki (Giappone).

## Funzioni e stili

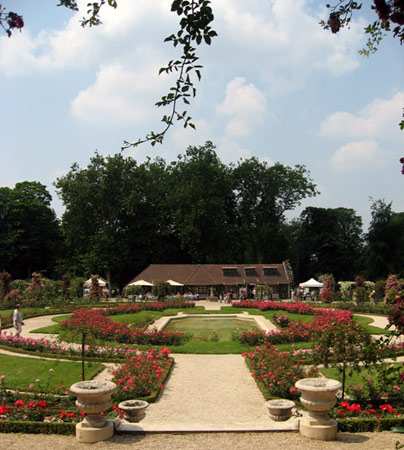
Il Roseto della Val-de-Marne, a L'Haÿ-les-Roses (Francia)

Il roseto può avere diverse funzioni, che talvolta vengono confuse:
- giardino ornamentale, del quale la rosa costituisce l'elemento principale, se non unico, della decorazione vegetale, giardino che può essere privato o pubblico;
- giardino conservatore, nel quale sono conservate delle specie o varietà di piante di rose che presentano un interesse storico, botanico o culturale; si tratta in effetti di orti botanici specializzati;
- giardino d'esposizione, in particolare per l'organizzazione di concorsi di rose, come il concorso internazionale di rose novelle di Bagatelle;
- vivaio dei coltivatori di rose che ne presentano i cultivar commercializzati.

Sul piano dello stile questo giardino può presentarsi sotto varie forme: roseto classico, giardino alla francese, roseto giardinato, nel quale i rosai sono associati ad altre piante e il roseto-parco "all'inglese".

## Storia

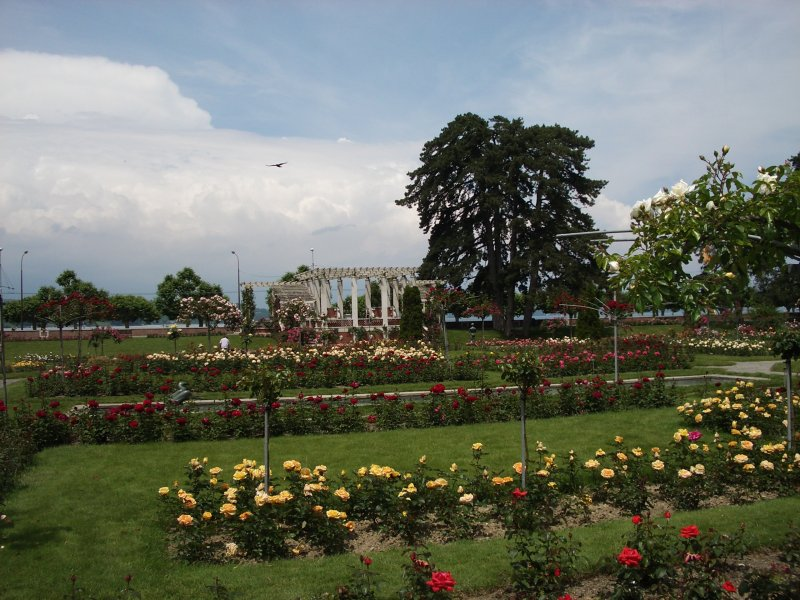
Roseto del parco La Grange, a Ginevra (Svizzera)

- Il primo roseto francese conosciuto è quello del re Childeberto.
- Il primo roseto conservatore fu creato per Giuseppina di Beauharnais nel parco della Malmaison all'inizio del XIX secolo.
- Il roseto del Jardin des plantes de Lyon fu creato nel 1805 grazie a una donazione di Giuseppina di Beauharnais
- Il roseto dell'Haÿ a L'Haÿ-les-Roses, che è il prototipo dei roseti classici, fu creato nel 1899 da Jules Gravereaux e successivamente rinominato Roseto della Val-de-Marne. Fu il primo giardino interamente dedicato alla regina dei fiori, il primo roseto moderno.
- L'Europa-Rosarium situato a Sangerhausen nel Land della Sassonia-Anhalt (Germania), creato nel 1903, è il più grande roseto del mondo per l'importanza delle sue collezioni: questo roseto conta 60000 rosai per più di 8000 forme differenti.

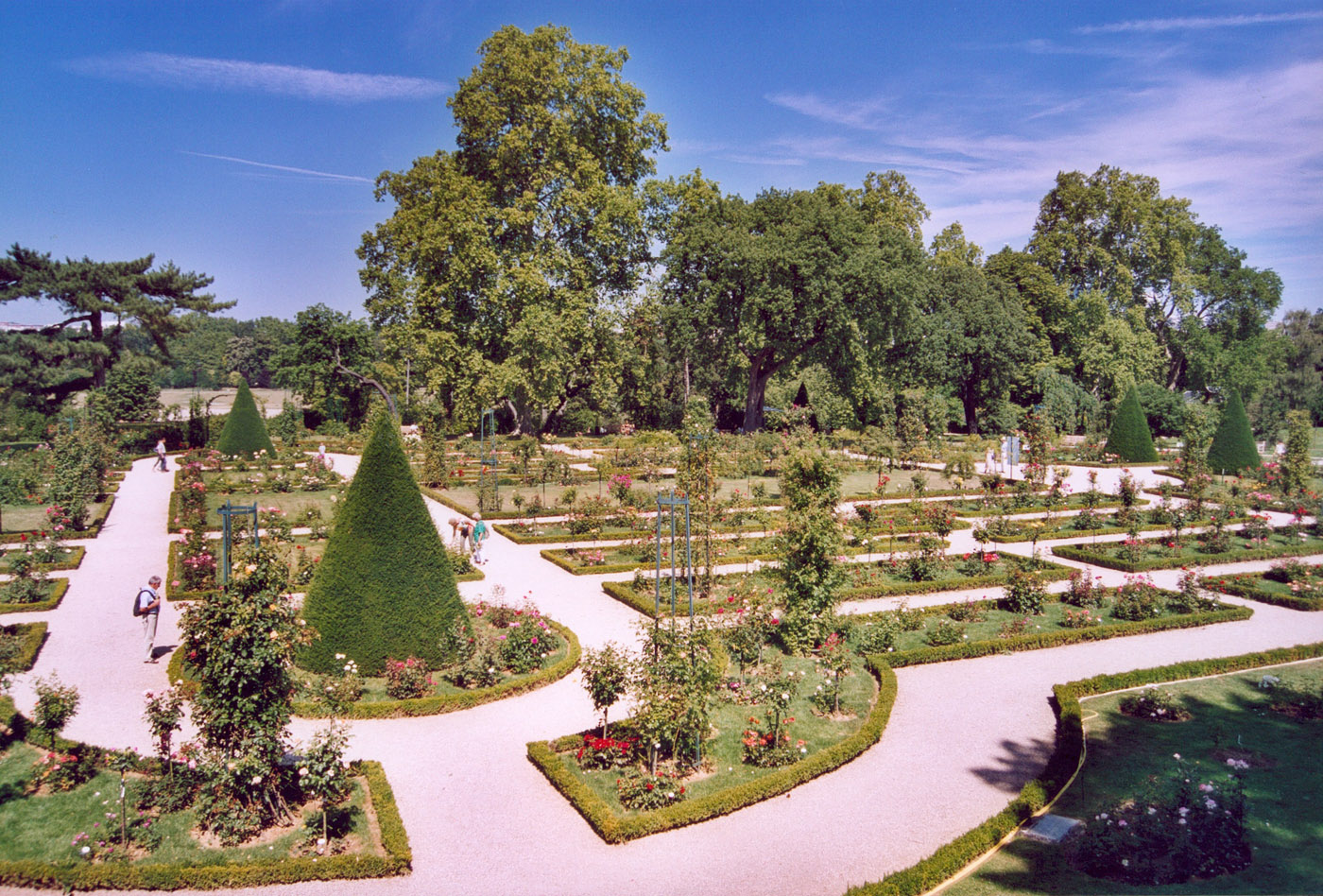
Roseto classico di Bagatelle (Parigi).

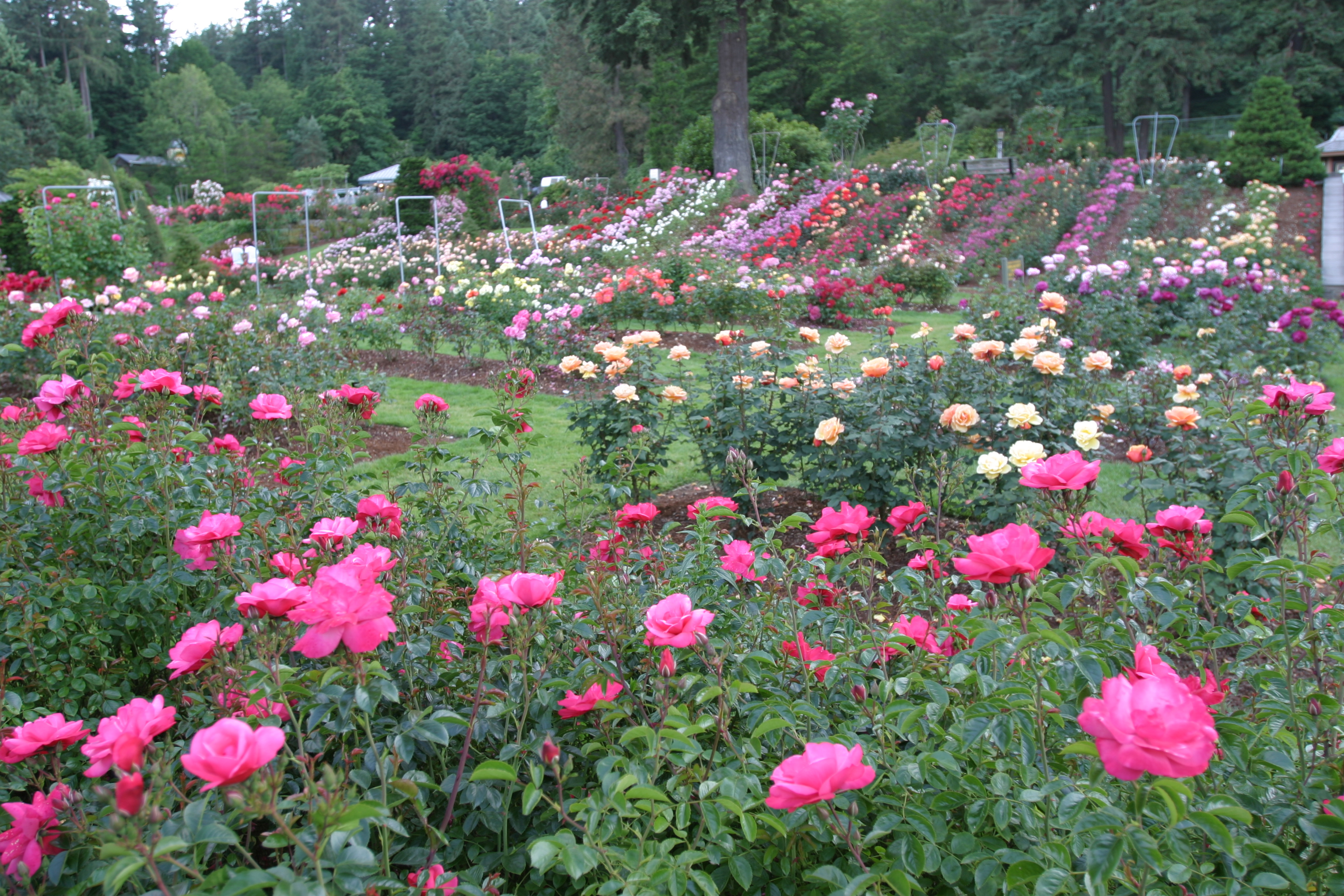
L'International Rose Test Garden di Portland (Oregon, USA)

I grandi roseti da collezione sono stati creati dall'iniziativa privata di dilettanti appassionati di rose. Ma la gestione di un roseto richiede investimenti importanti e ai nostri giorni la loro gestione è più spesso assicurata da enti pubblici. Così in Francia il roseto dell'Haÿ è divenuto proprietà del dipartimento della Senna nel 1936 (attualmente è gestito però dal dipartimento della Valle della Marna).

## Tipi di roseto

### Roseto classico
La sua struttura è molto geometrica con dei parterre in ornamenti sovente circondati da buxus, da pergolati e da tutori in colonne per sostenere i rosai rampicanti. Esso ha un aspetto severo e i rosai sono sottoposti a una potatura rigorosa per mantenere la simmetria delle composizioni. Esso consente la valorizzazione delle collezioni repertoriate ed etichettate.
Sin possono citare come esempi tipici il roseto della Val-de-Marne, quello classico di Bagatelle, il roseto di Montevideo e quello del giardino botanico di Mainau, sul Lago di Costanza.

### Roseto giardinato
Esso associa ai rosai molte altre piante che ne assicurano la valorizzazione. È il caso di molti dei roseti di dilettanti, ma anche di quelli inglesi celebri e in particolar modo quelli dell'abbazia di Mottisfont e di Bone Hill, presso St Albans, nello Hertfordshire.

### Roseti-parco

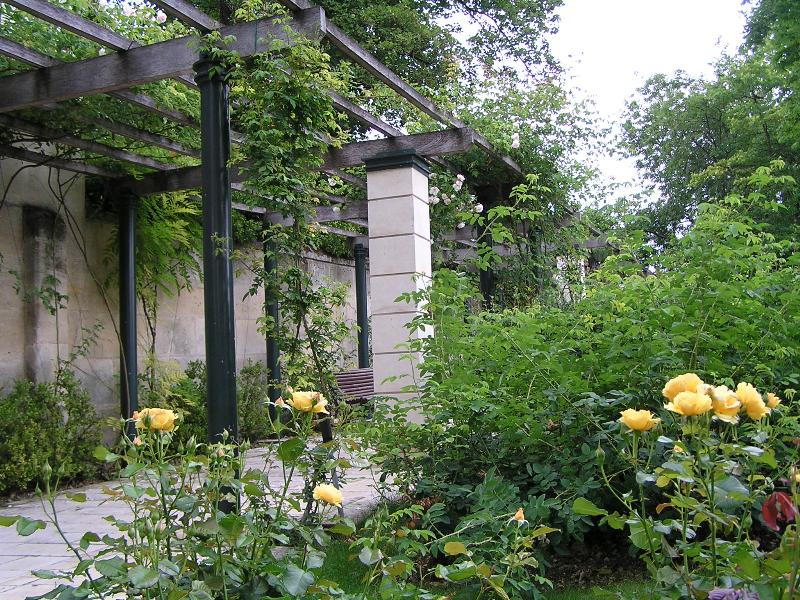
Pergolato di roseti

Sono i roseti dei giardini all'inglese nei quali le linee rette e le simmetrie sono vietate: i rosai seguono forme libere. Così il roseto del parco di Bagatelle, i quattro roseti del Parco della Tête d'Or a Lione, il Parco floreale de La Source a Orléans, quelli di L'Haÿ-les-Roses e molti altri.

### Varietà di rose nel Roseto comunale di Roma

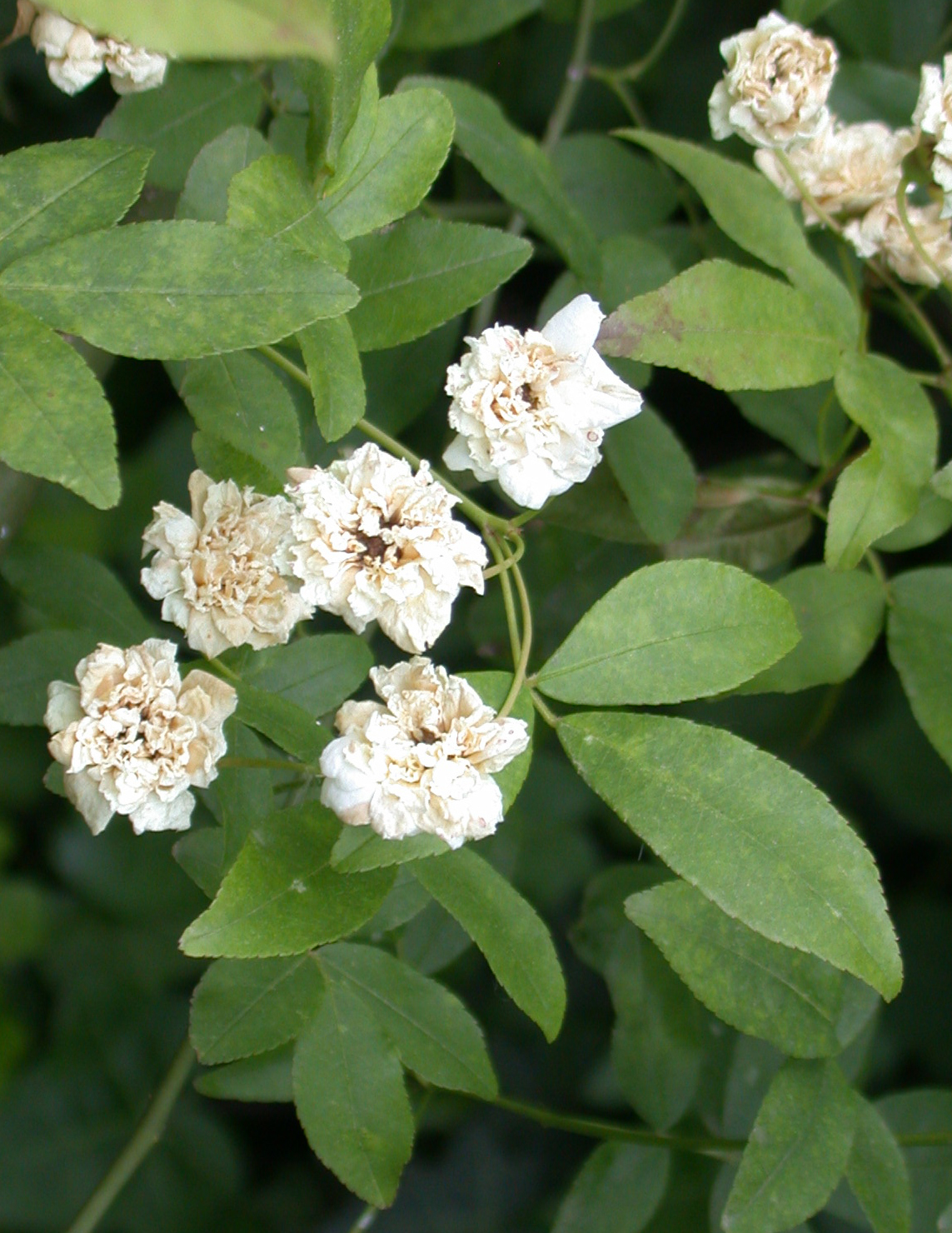
R.Banksiae Banksiae, W.Kerr, 1807 (Cina centrale) Babcksianae
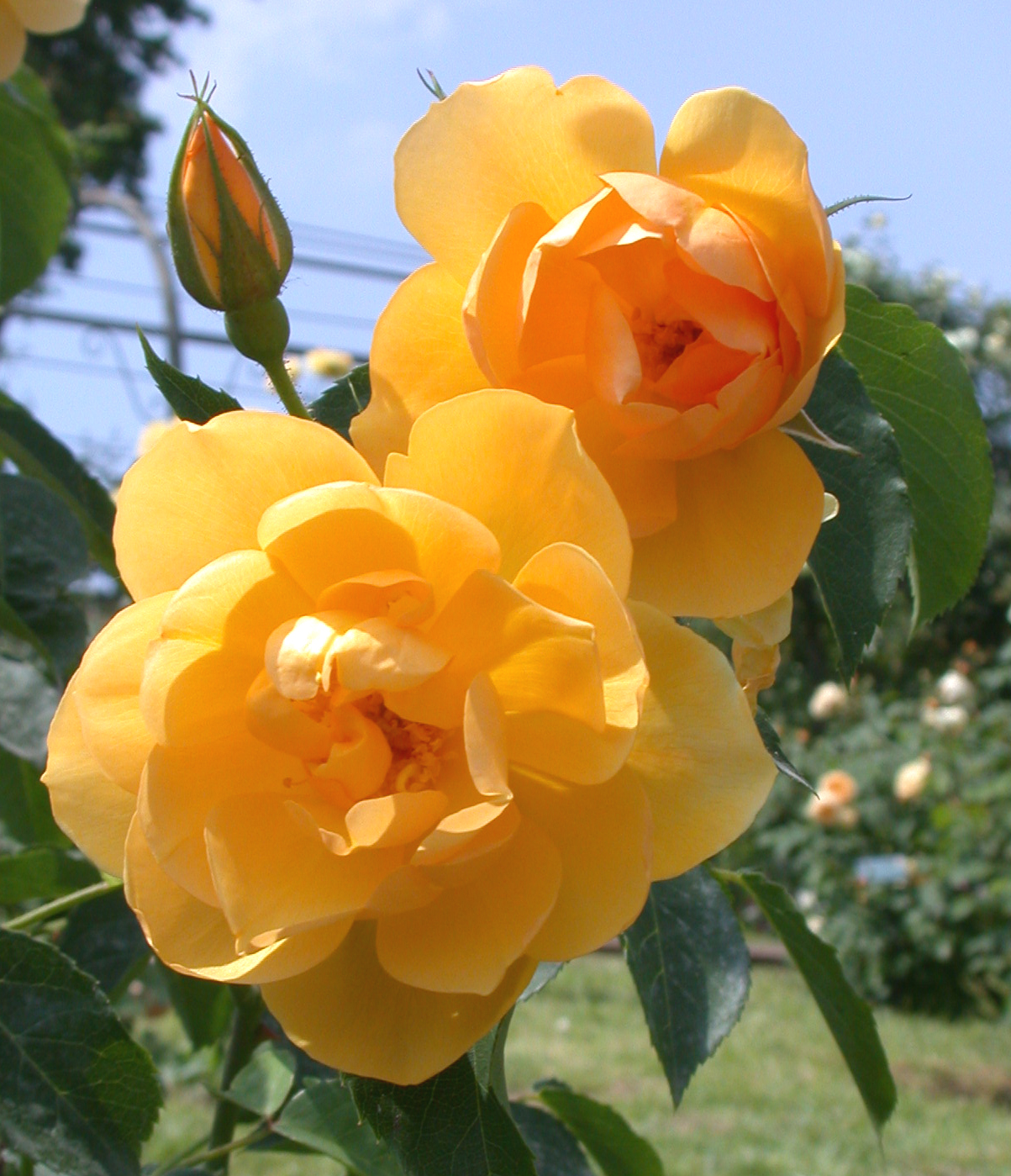
Rosa Buttercup, David Austin, 1999 (Inghilterra) EN-B2 / V-A INGL
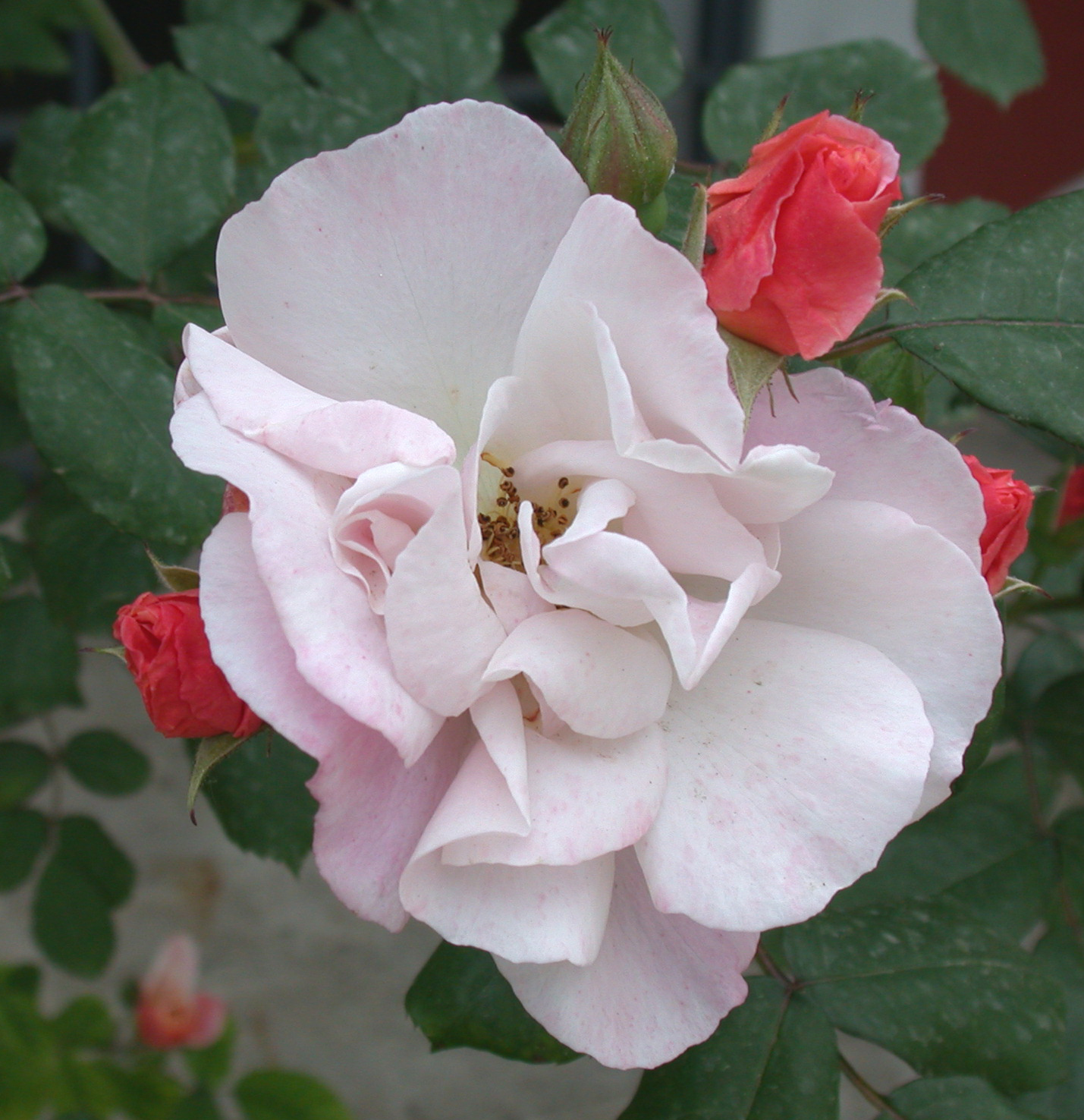
Rosa Clair Matin, Meilland, 1960 (Francia) U LCL
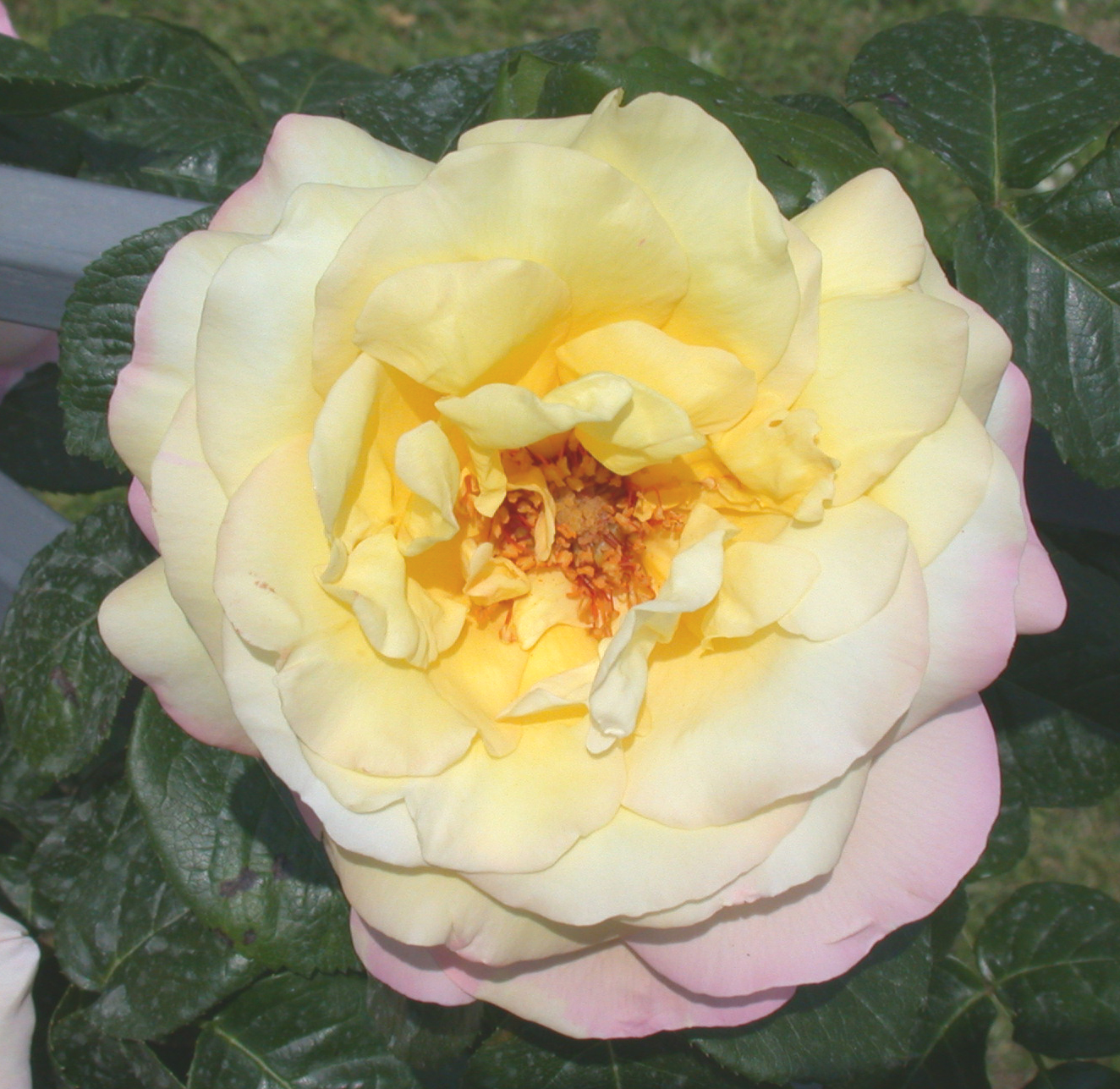
Rosa Gioia Climbing, Brady, 1950 (USA) CL HT (In Francia "M.me A.Meilland", in Germania "Gloria Dei" e negli Stati Uniti "Peace")
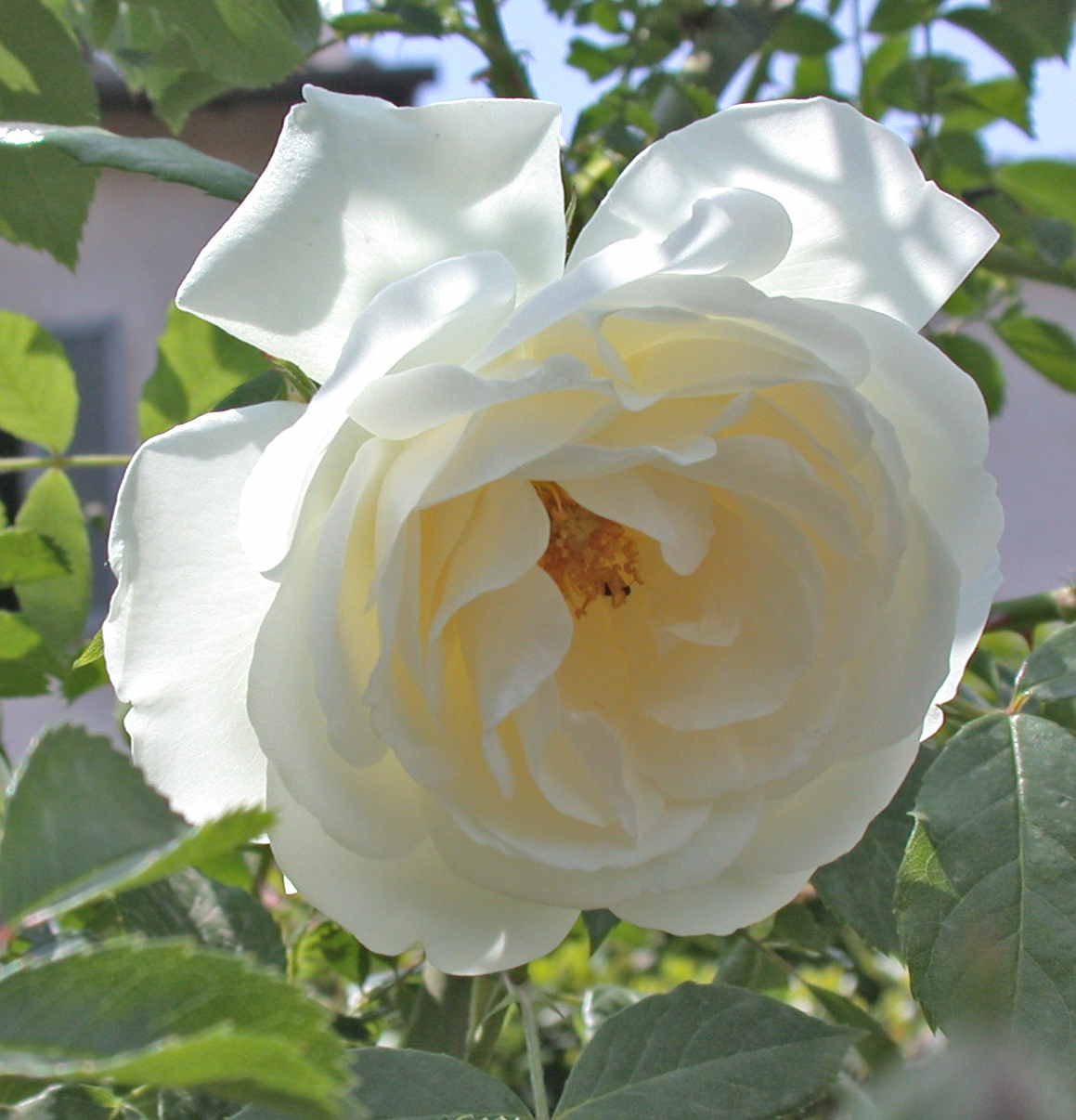
Rosa Iceberg Climbing, B.R.Cant, 1968 (Inghilterra) R-95 CL FL
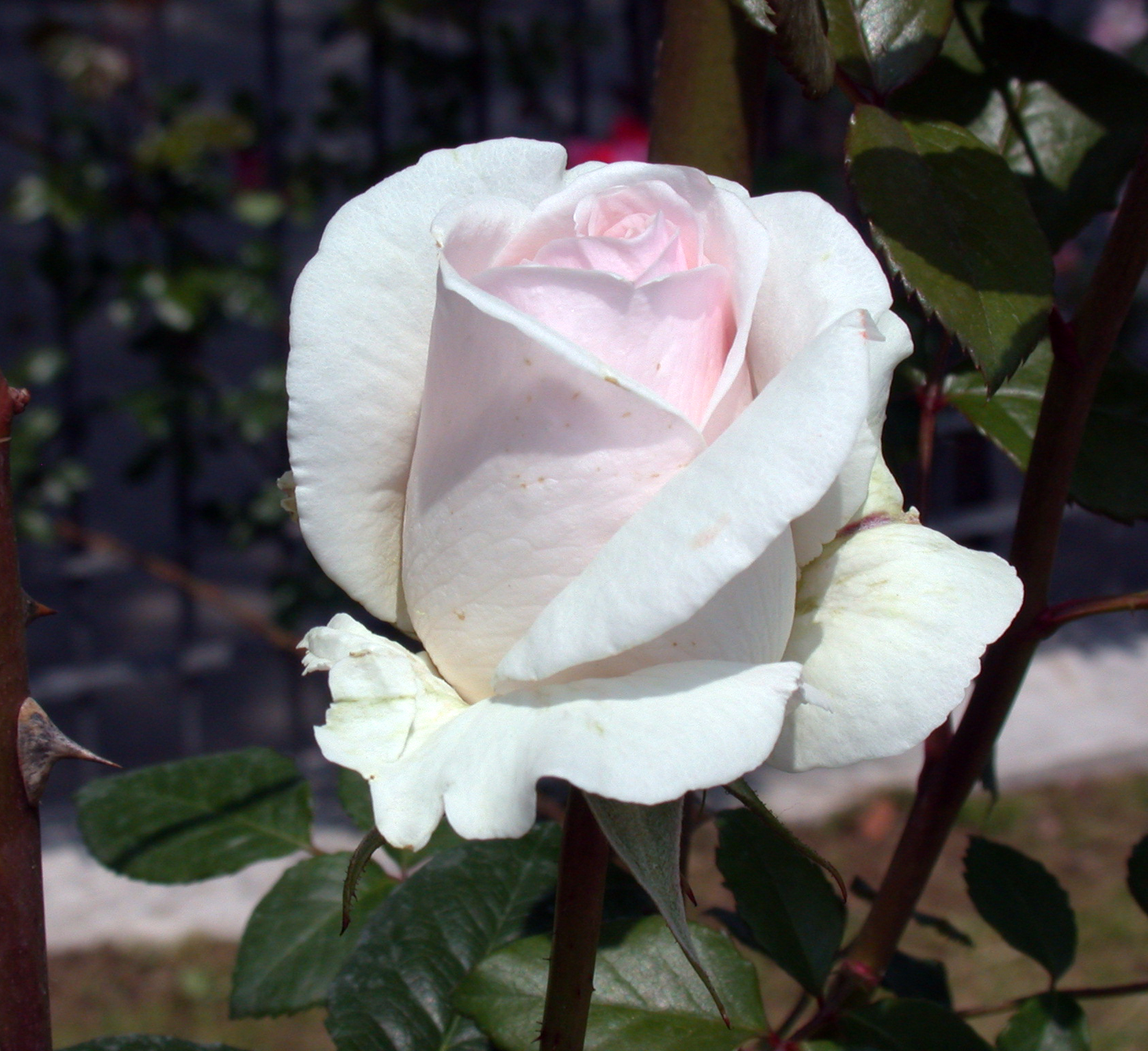
Rosa Julia Renaissance, Poulsen, 1996 (Danimarca) T5 ARB
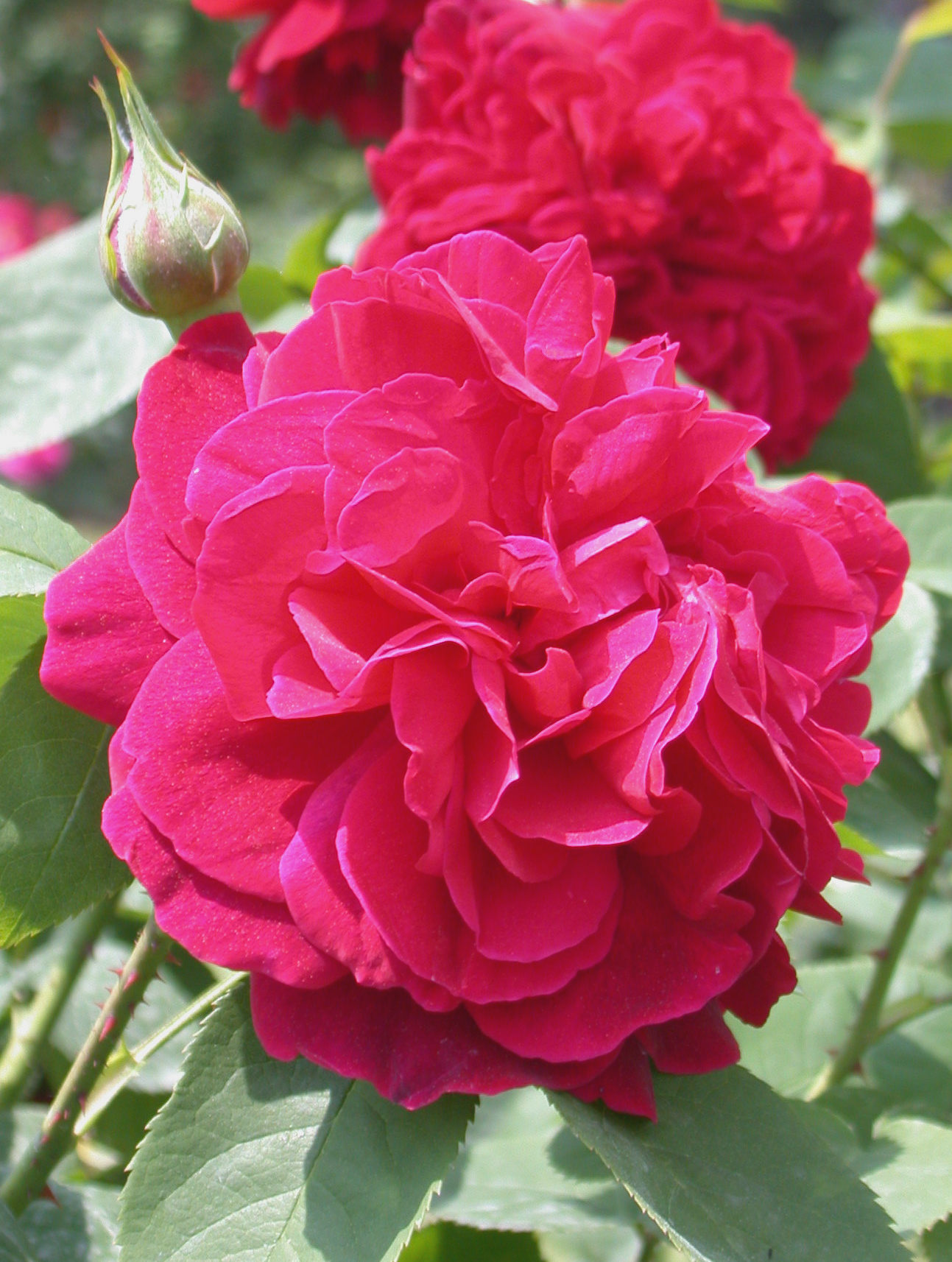
Rosa L.D.Braithwaite, David Austin, 1988 (Inghilterra) EN-B4 INGL
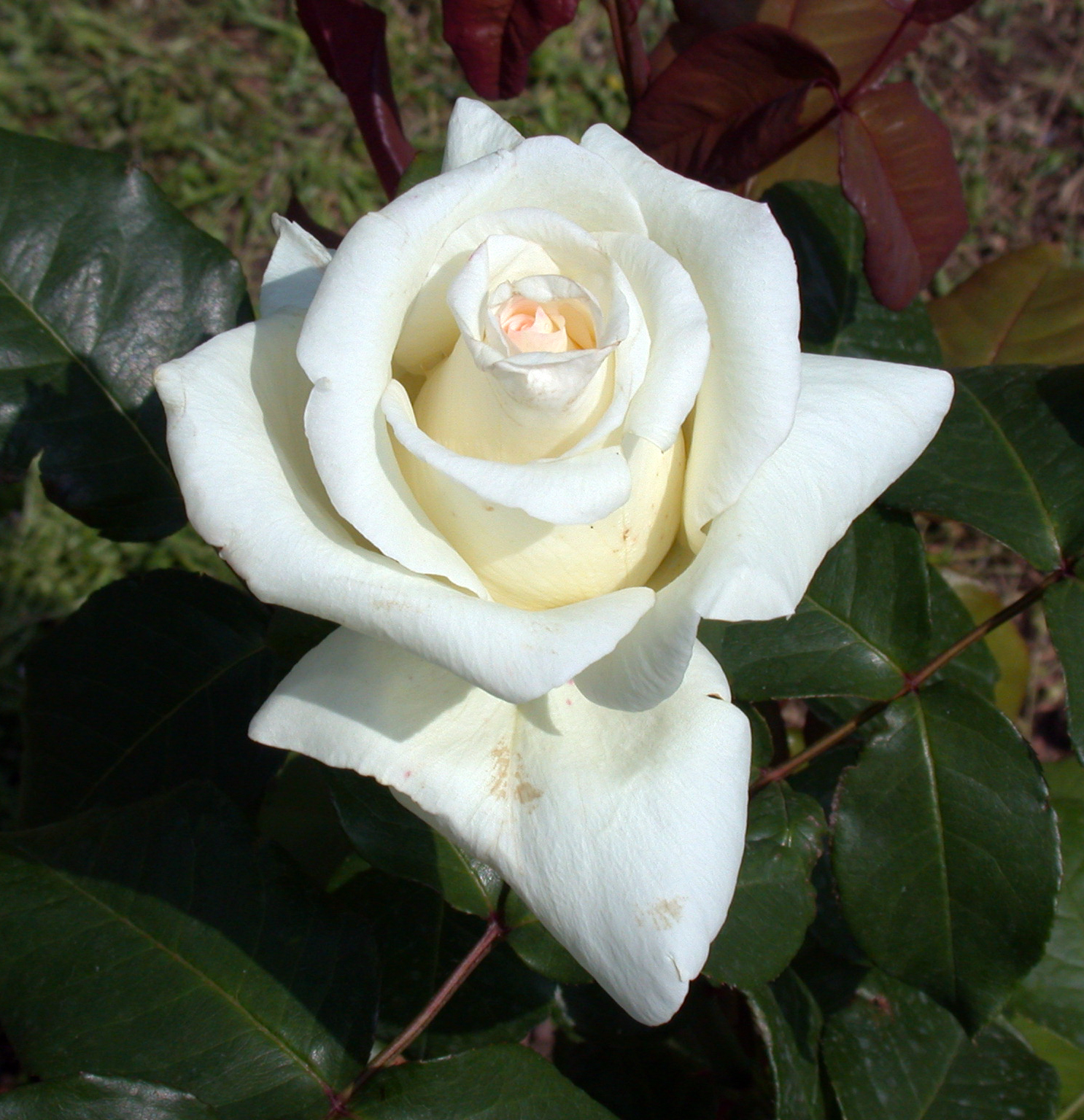
Rosa New Champagne, Williams, 2001 (USA) G-B2 HT
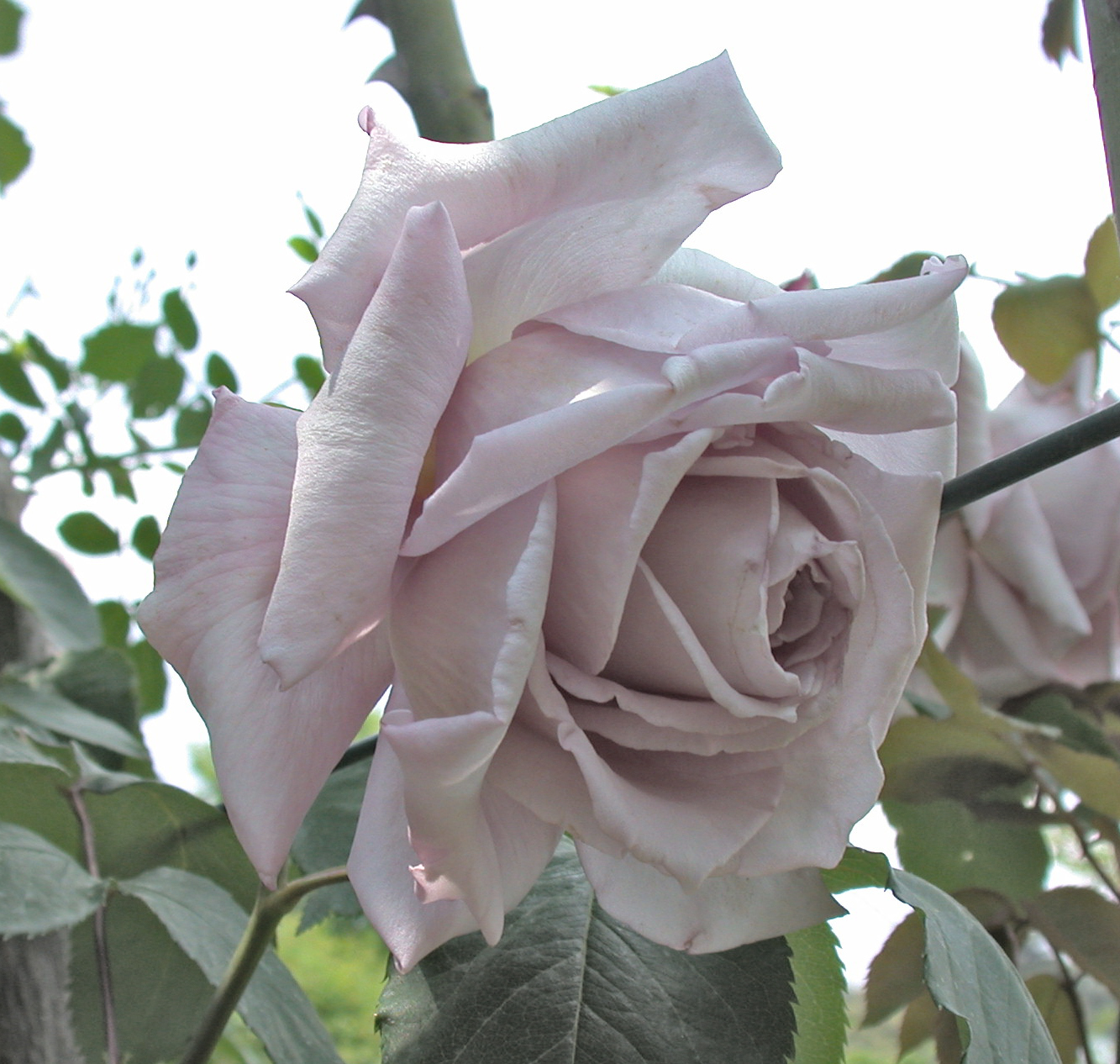
Rosa Serenissima, Y.Takatori, 1980 (Giappone) R-76/R-81 LCL
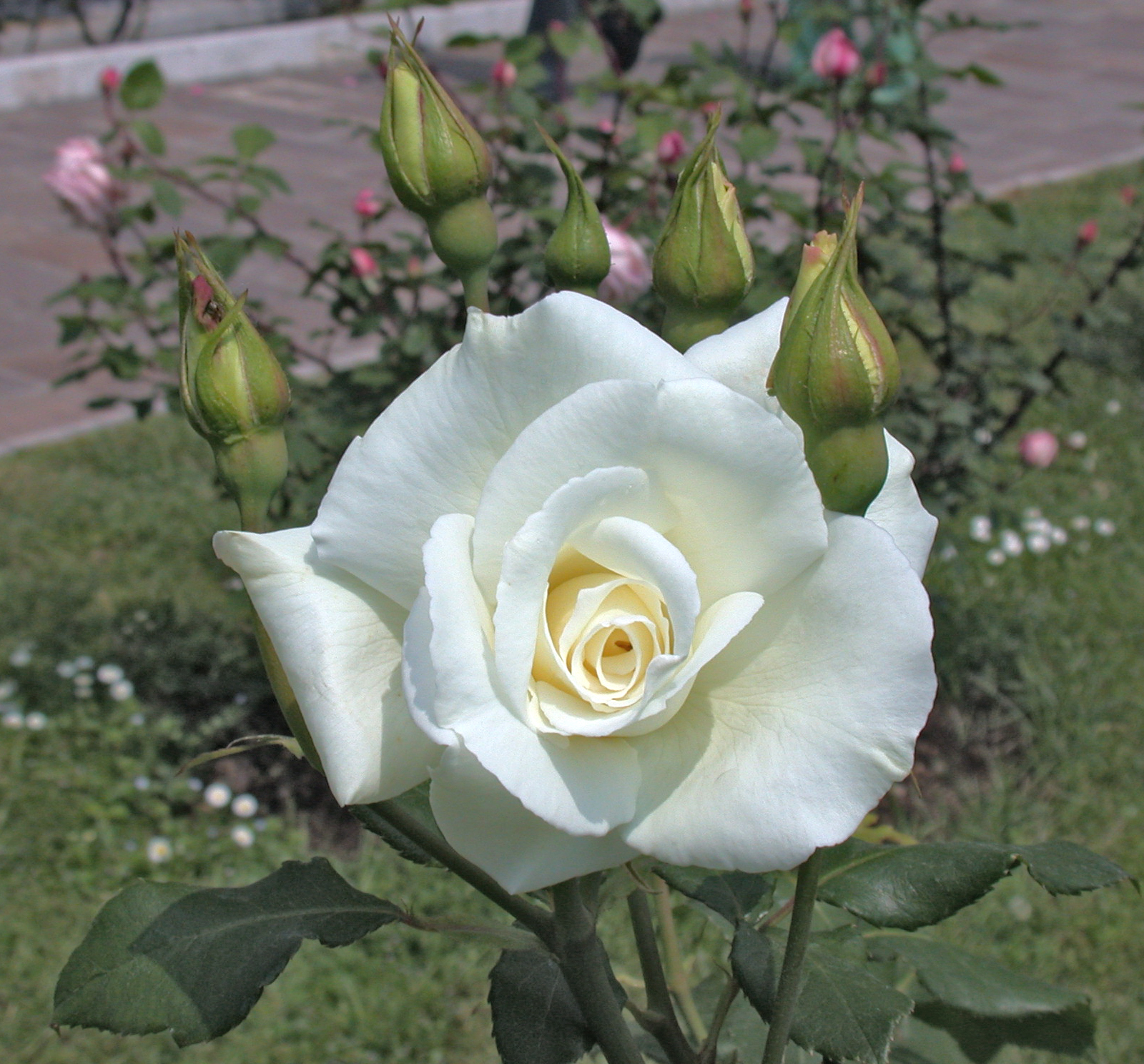
Rosa Virgo, Mallerin, 1947 (Francia) H-F11 H.T.
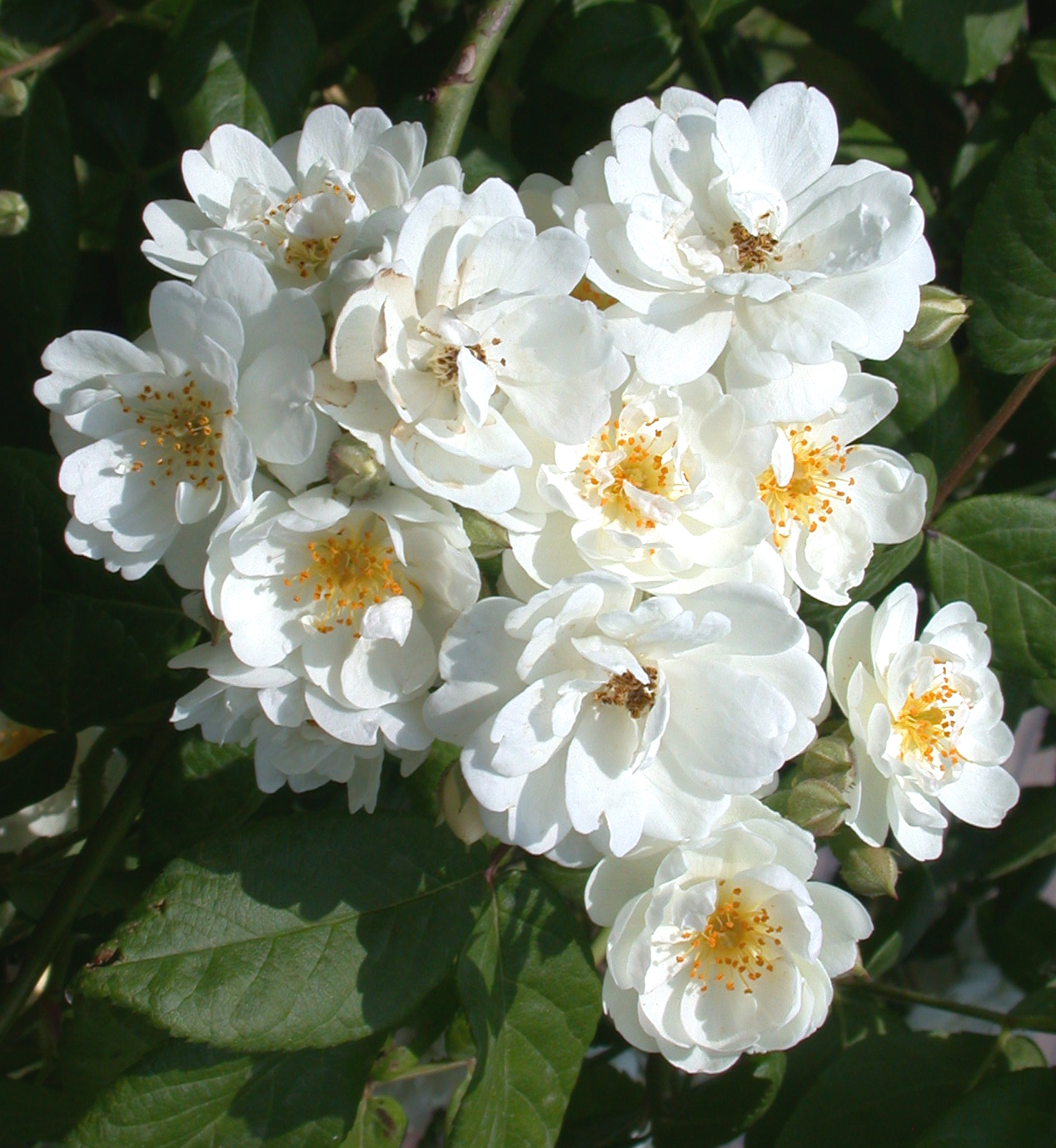
Rosa Waterloo, Lens, 1988 (Belgio) U ARB
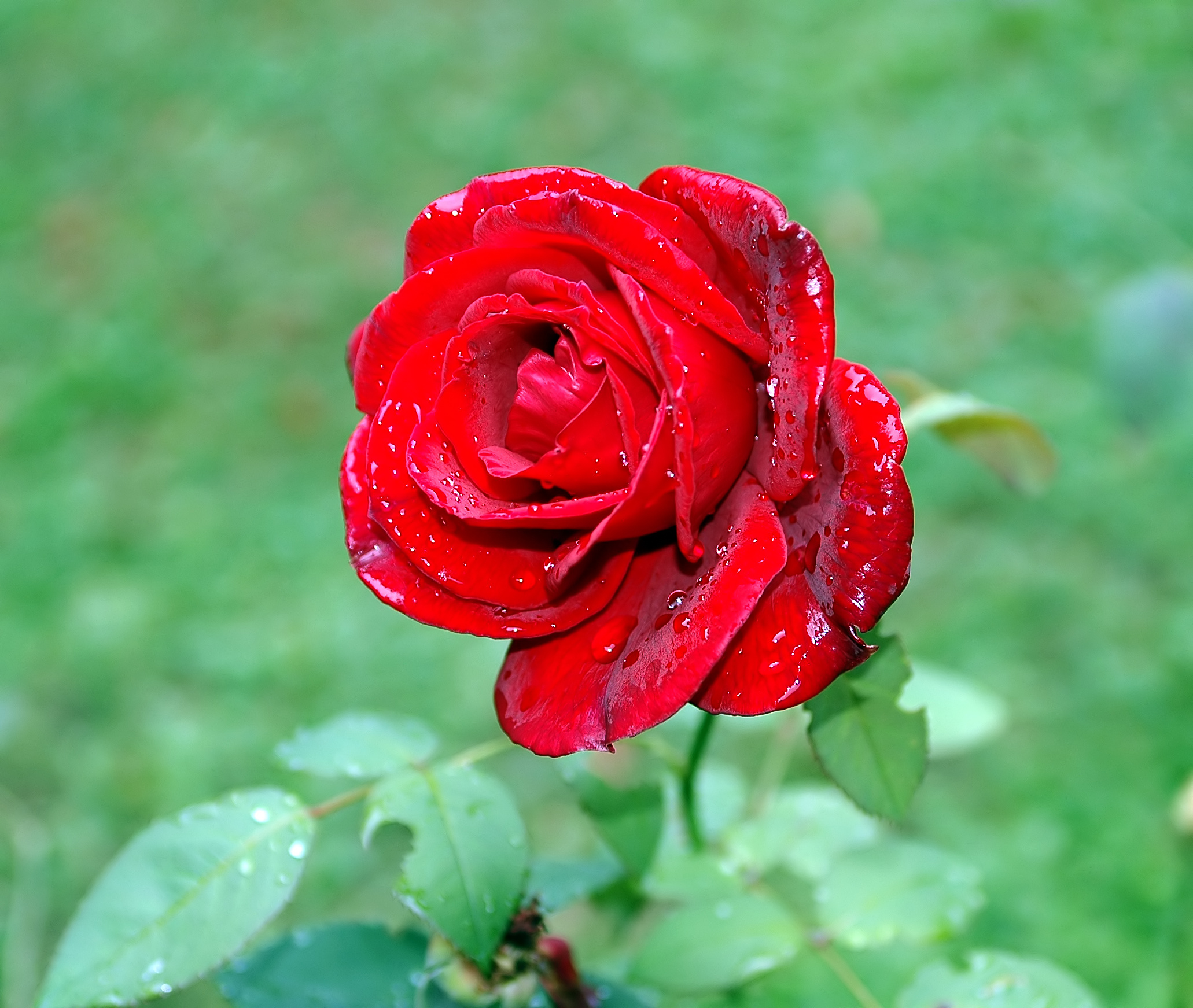
Rosa Rossa, Lago Maggiore, 2006 (Italy)
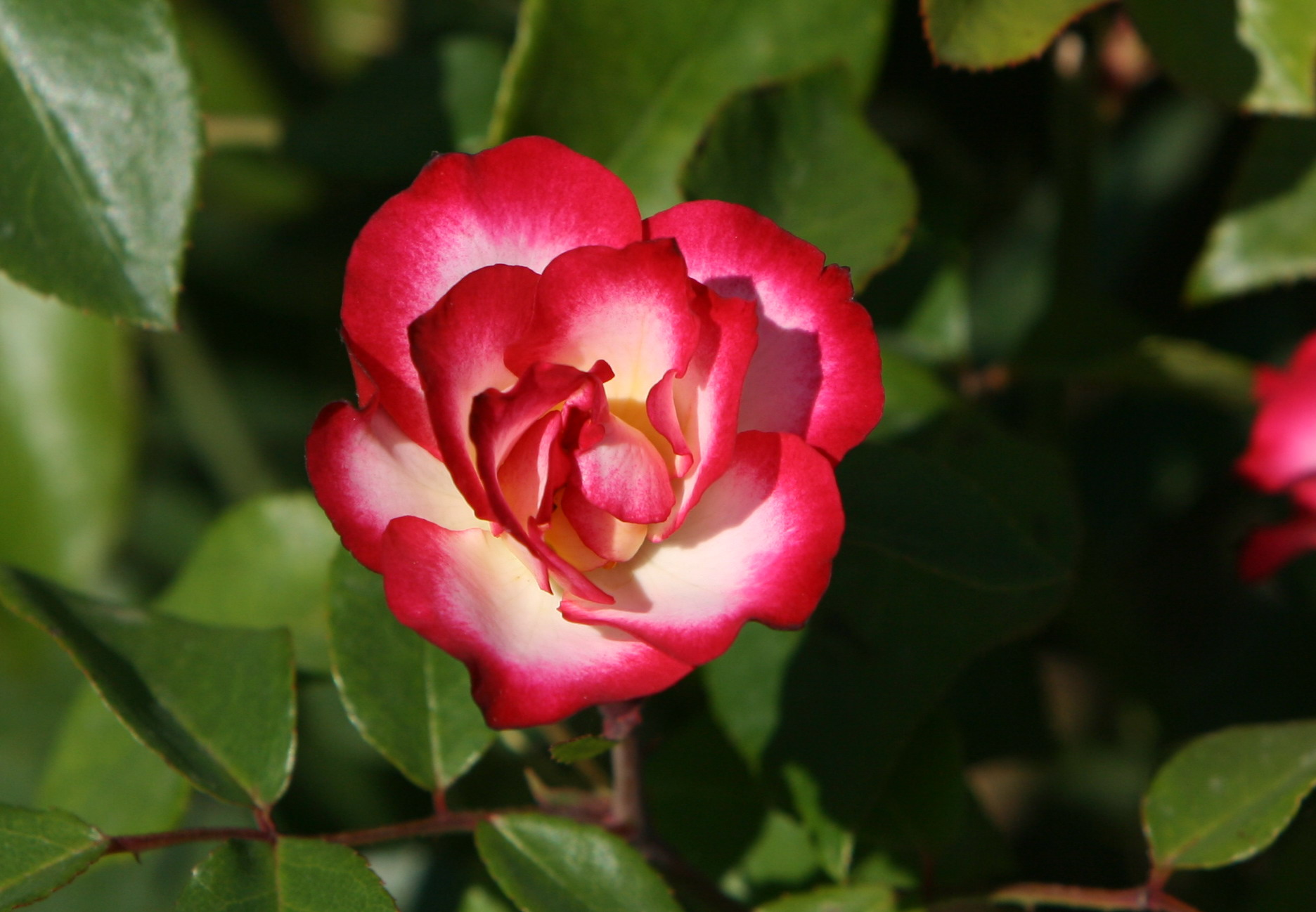
Rosa Dorlobla
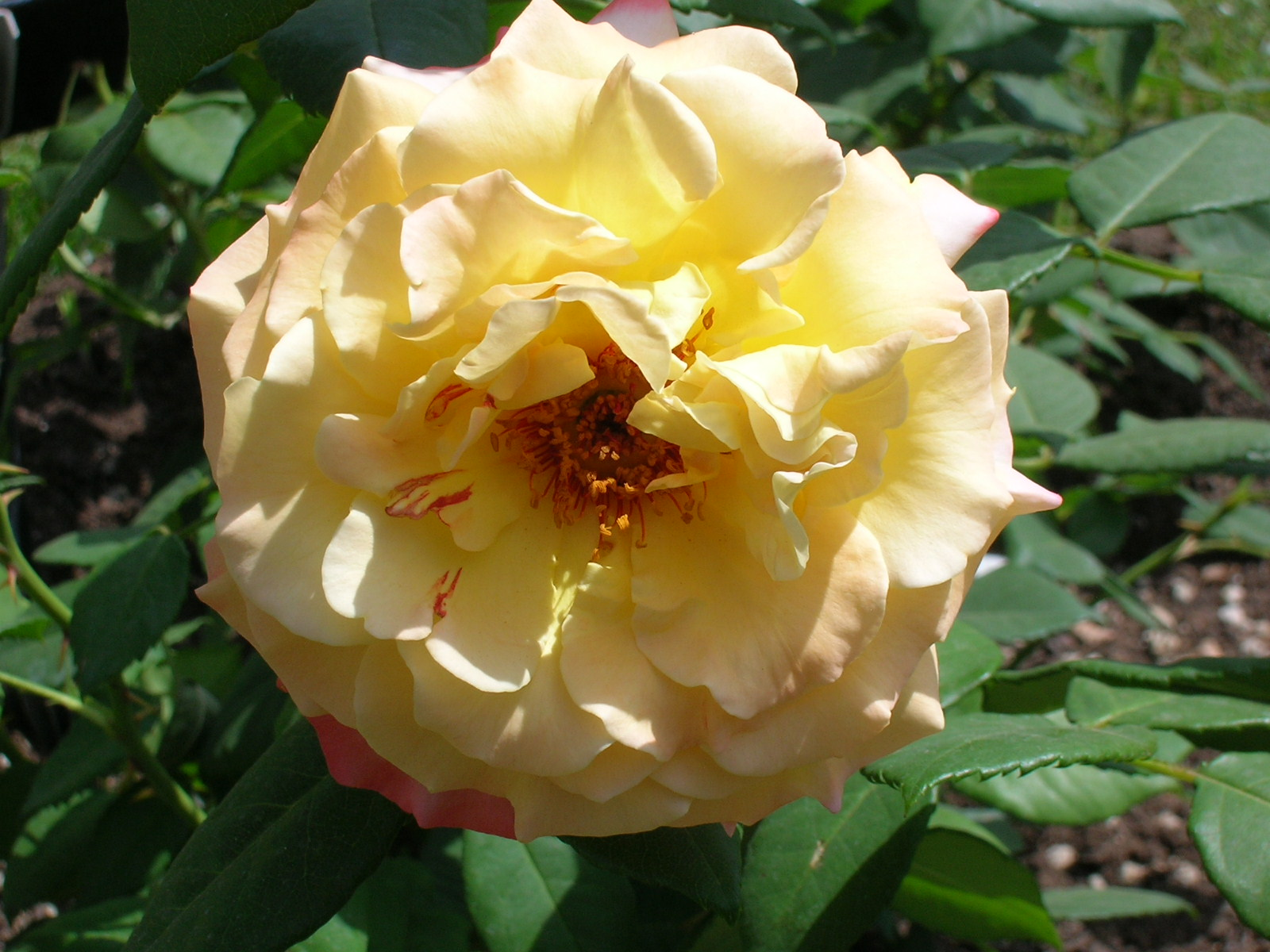
Rosa Aquarell
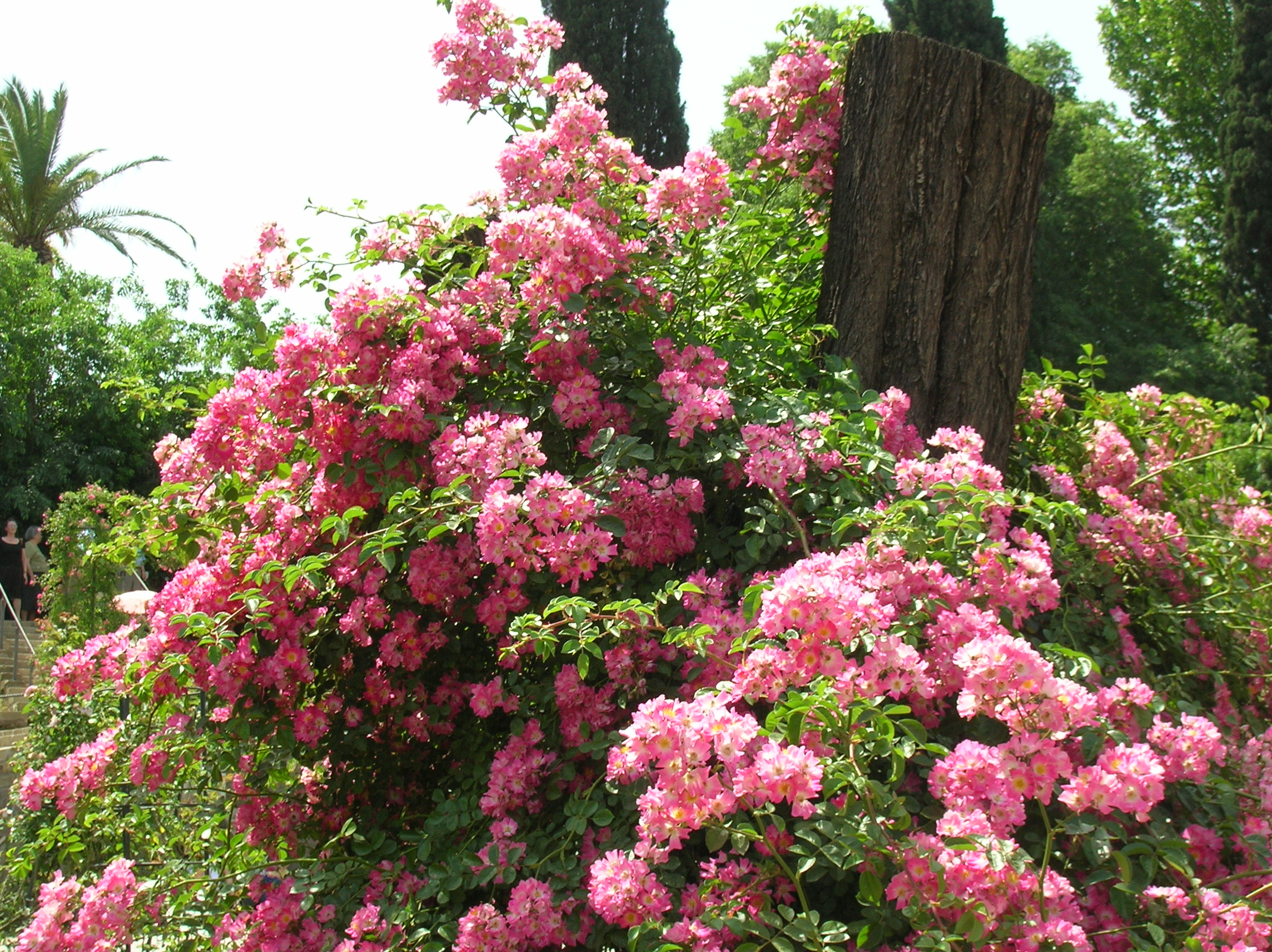
Rosa Luciano del Bufalo
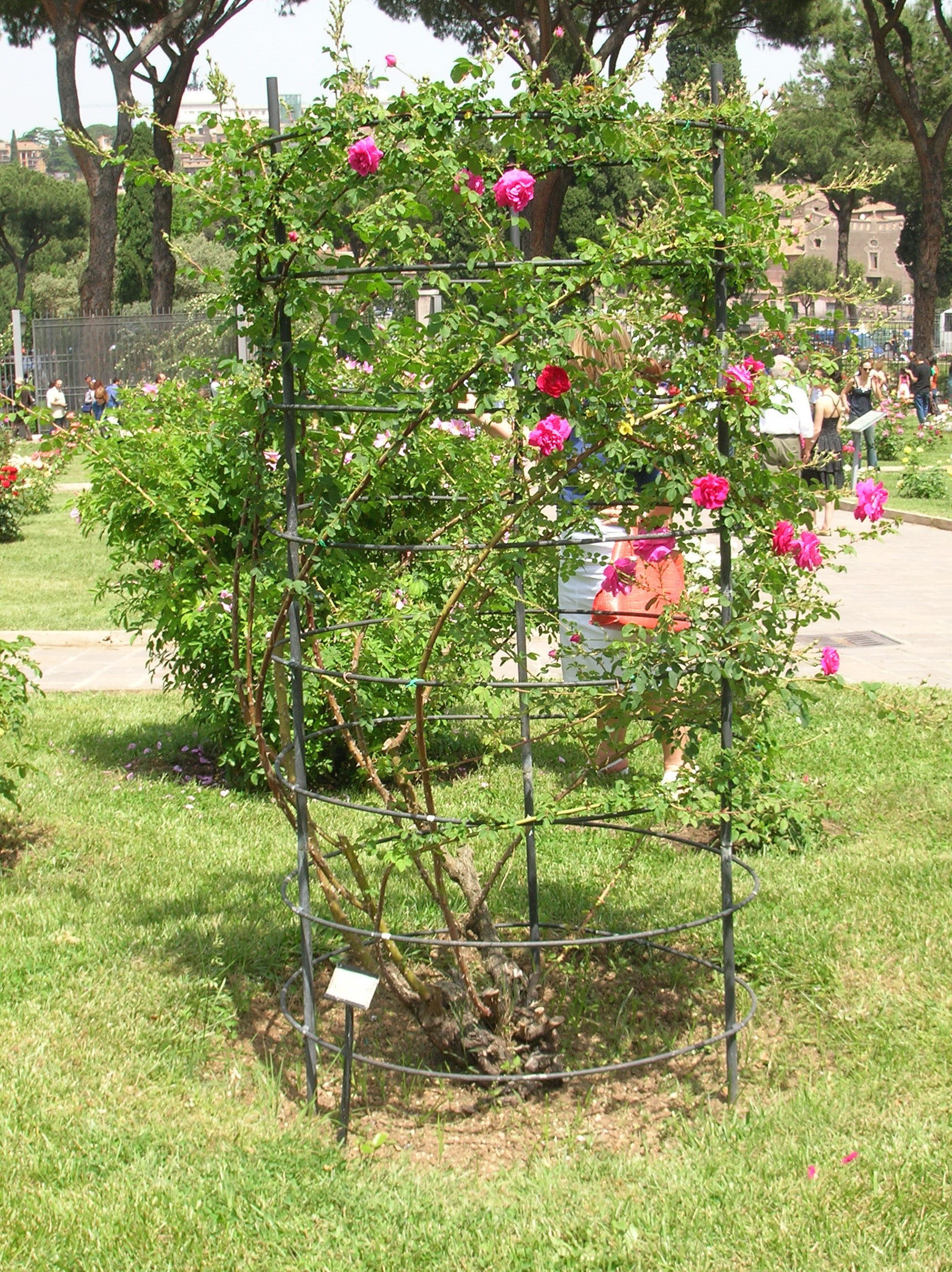
Rosa Cerise Bouquet
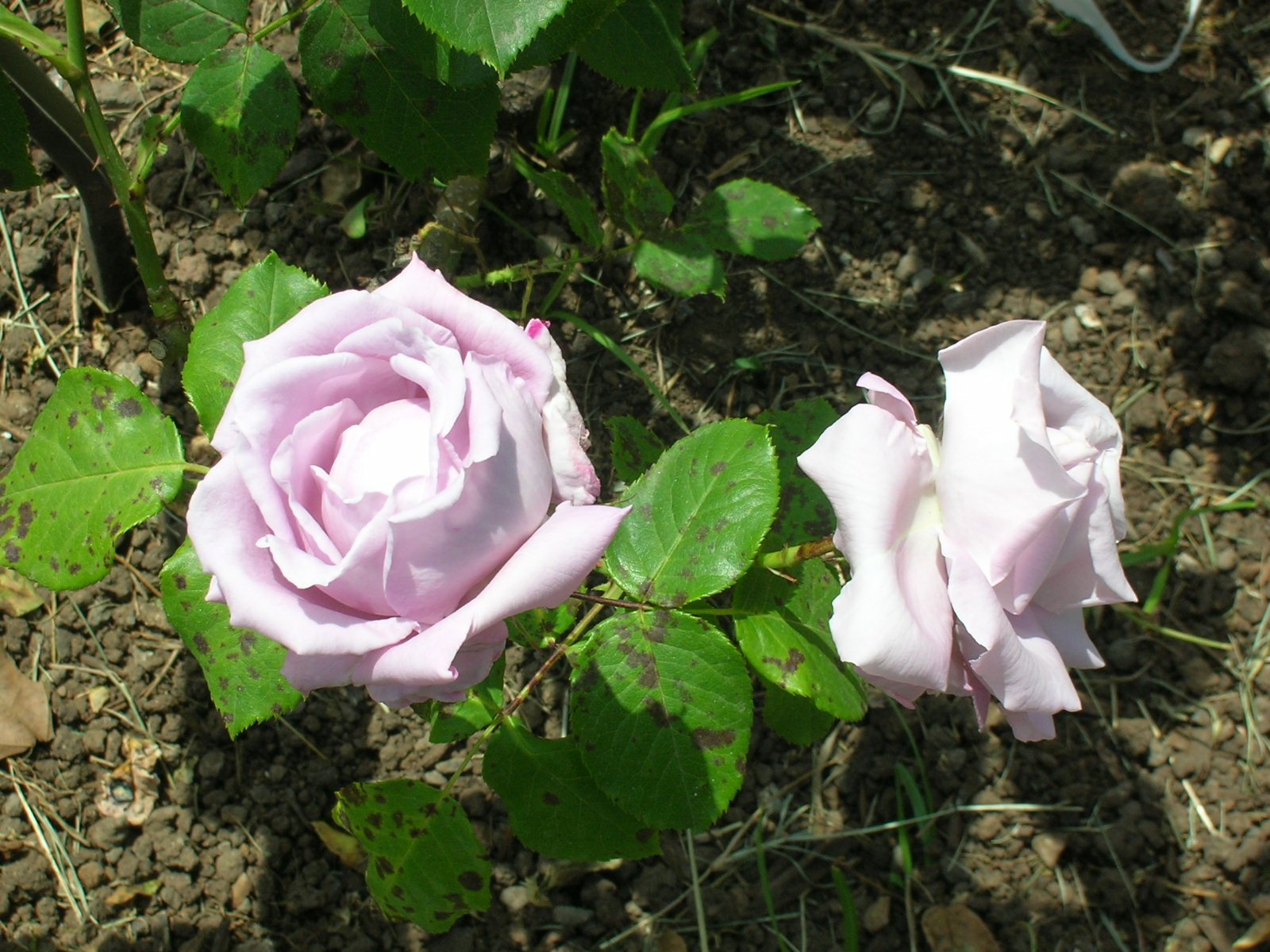
Rosa Meijerem
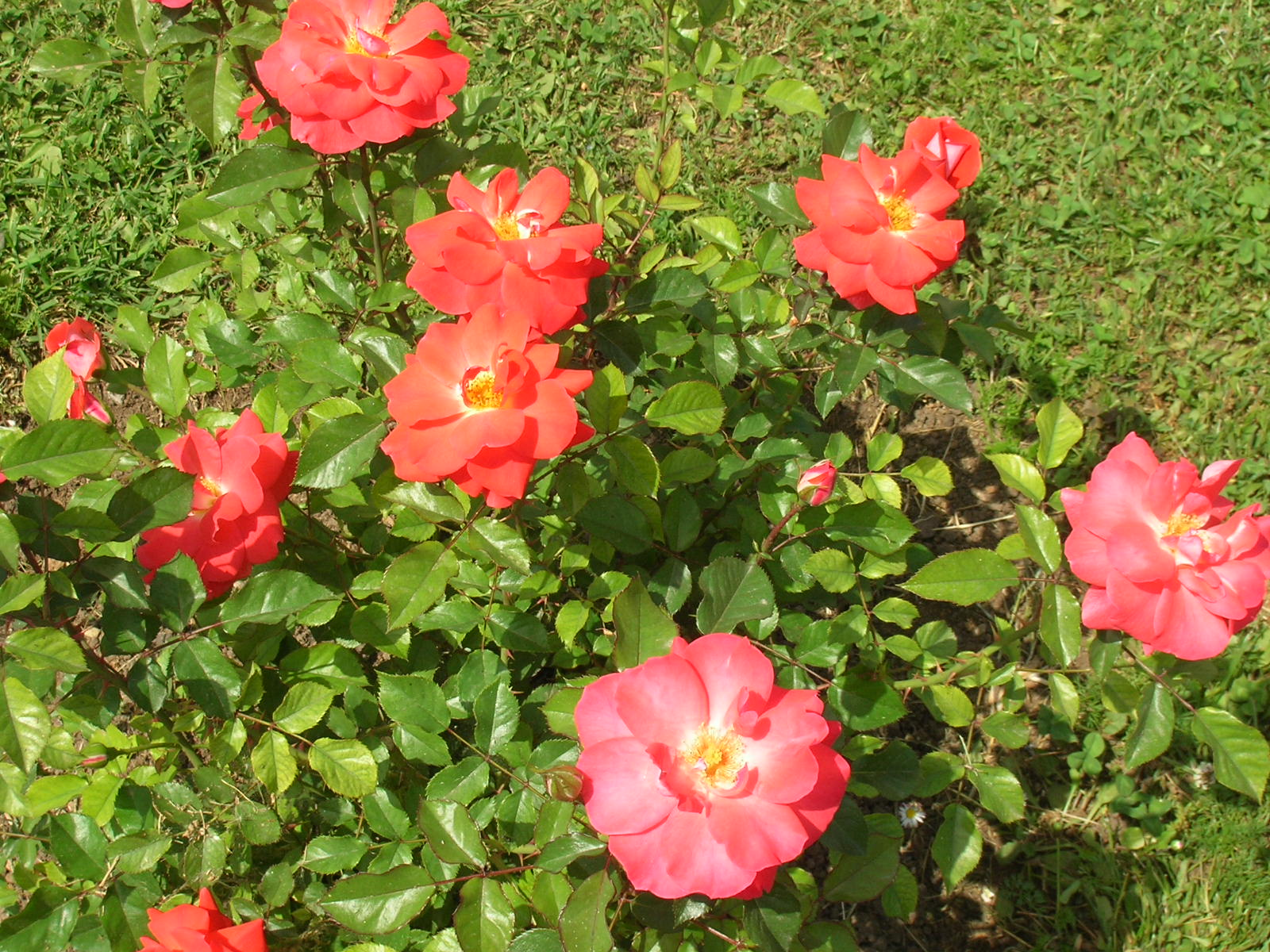
Rosa Matangi
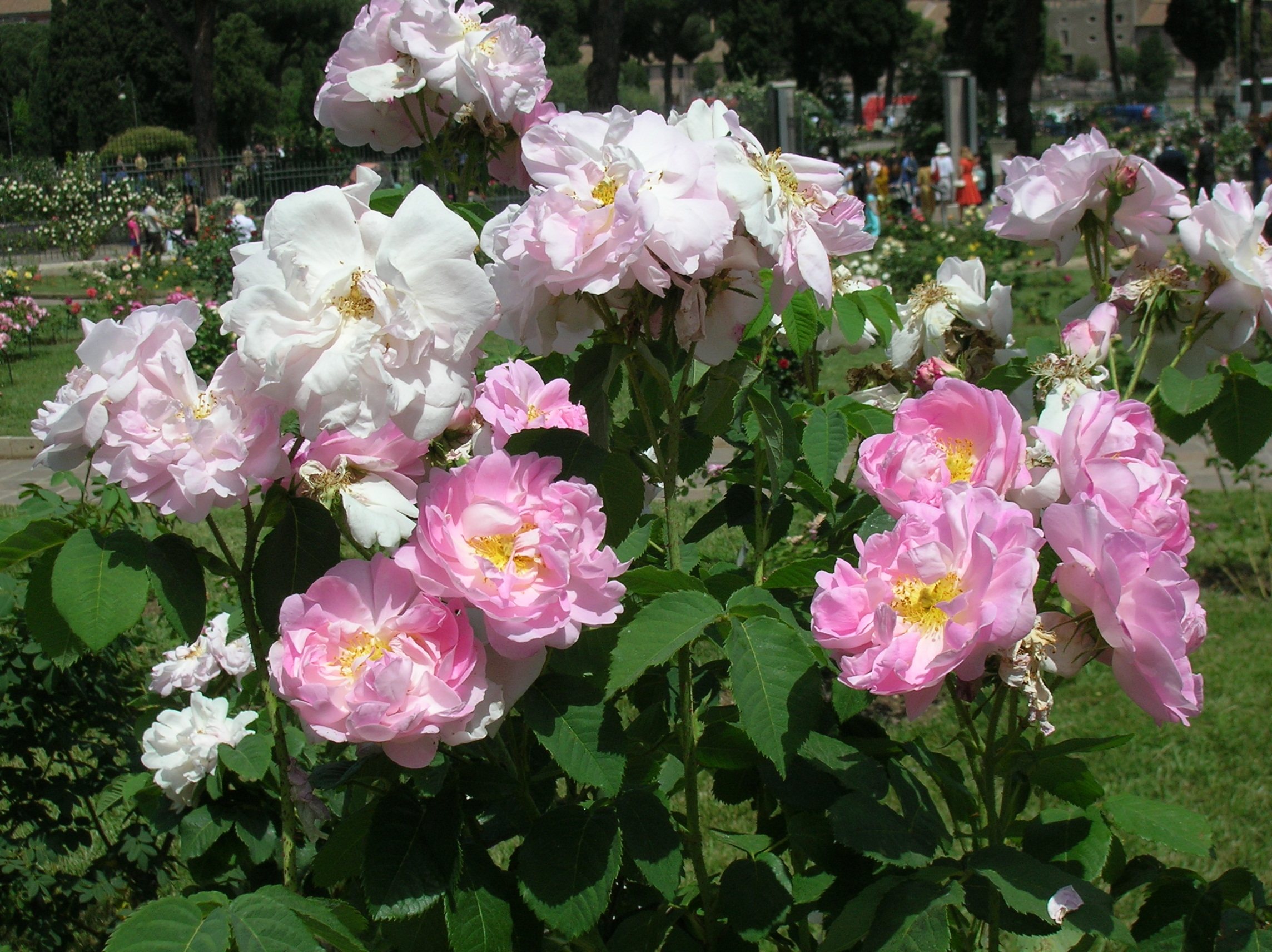
Rosa Celsiana
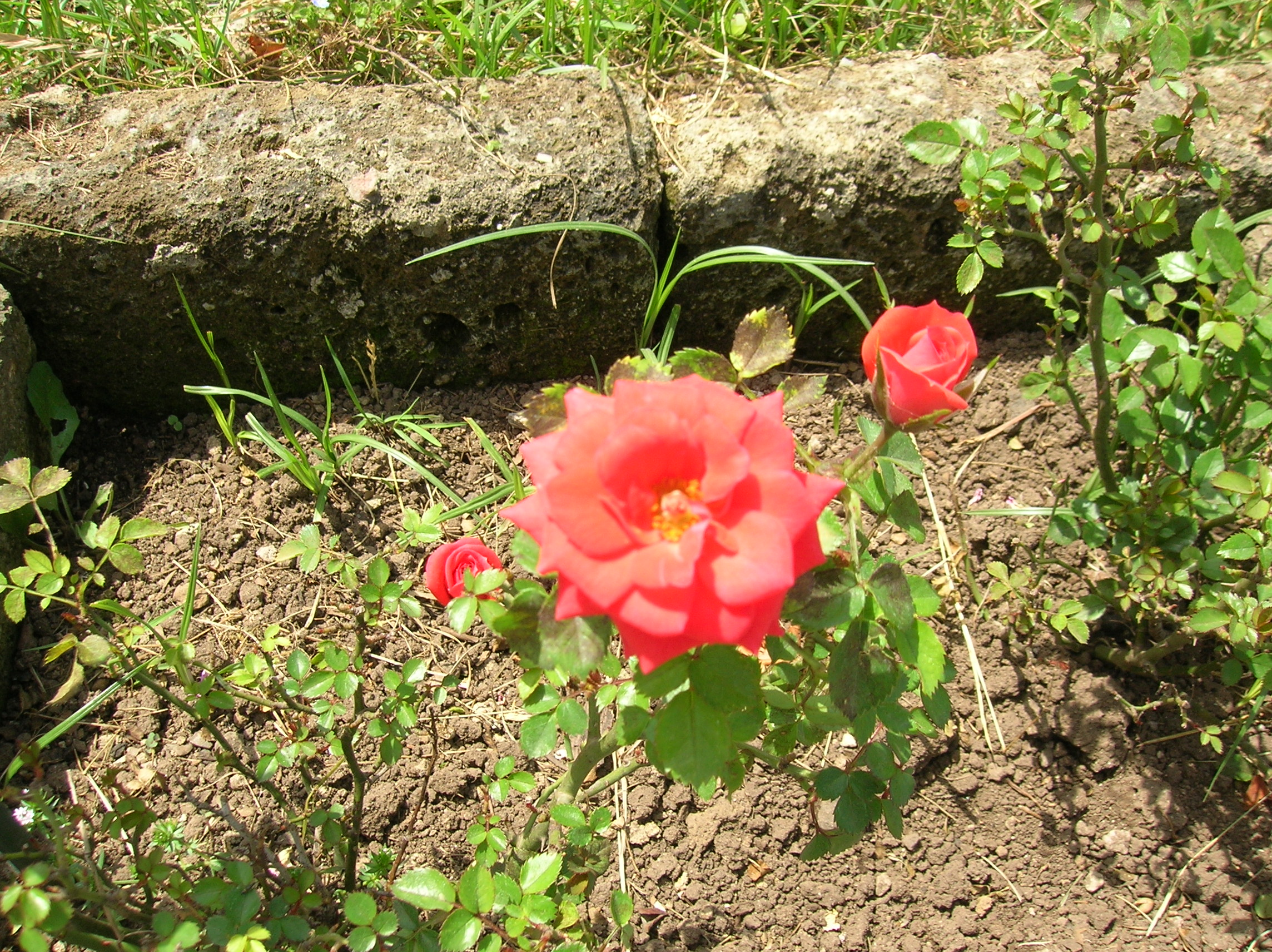
Rosa Shrimp Hit
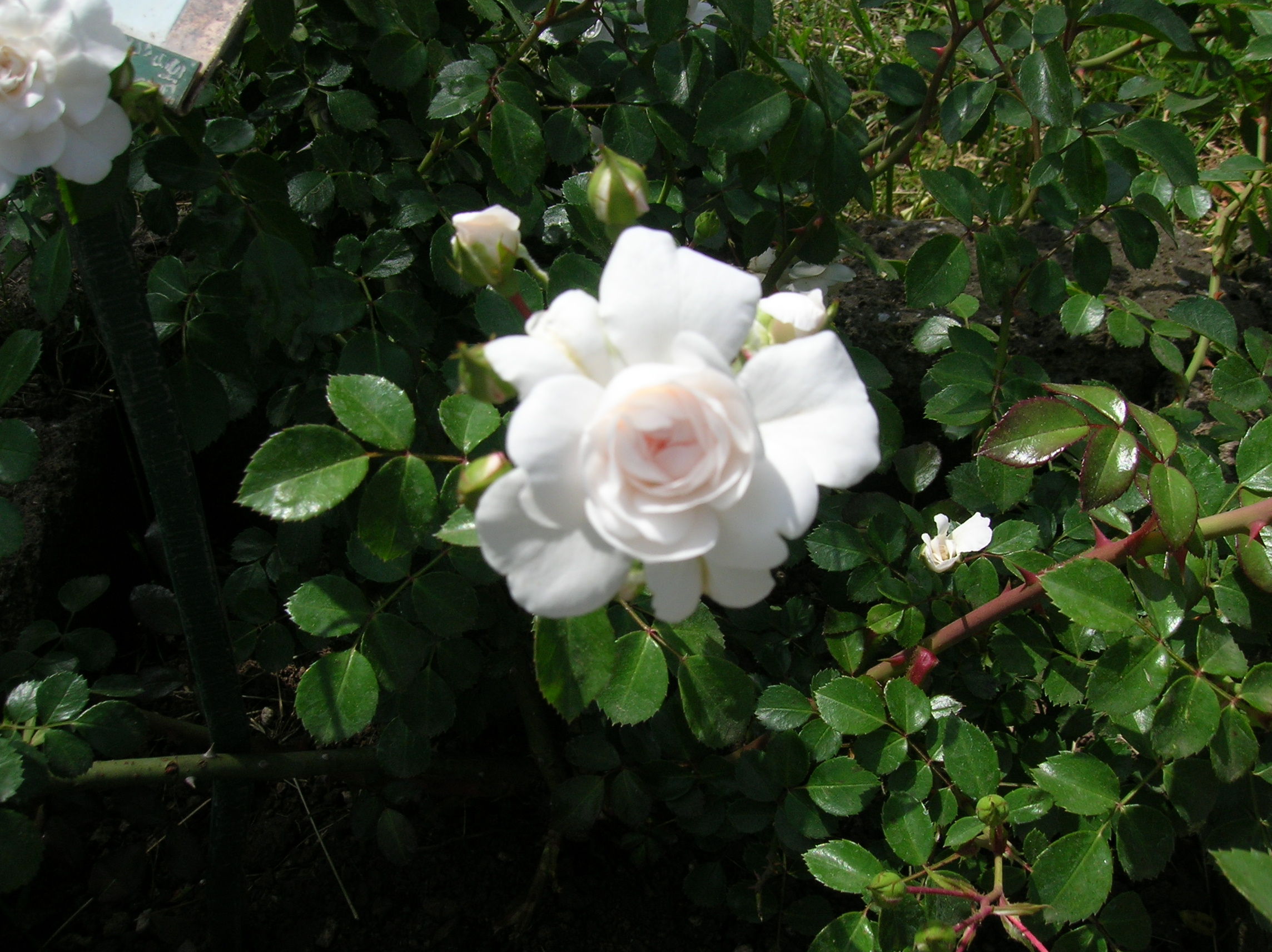
Rosa Domenica
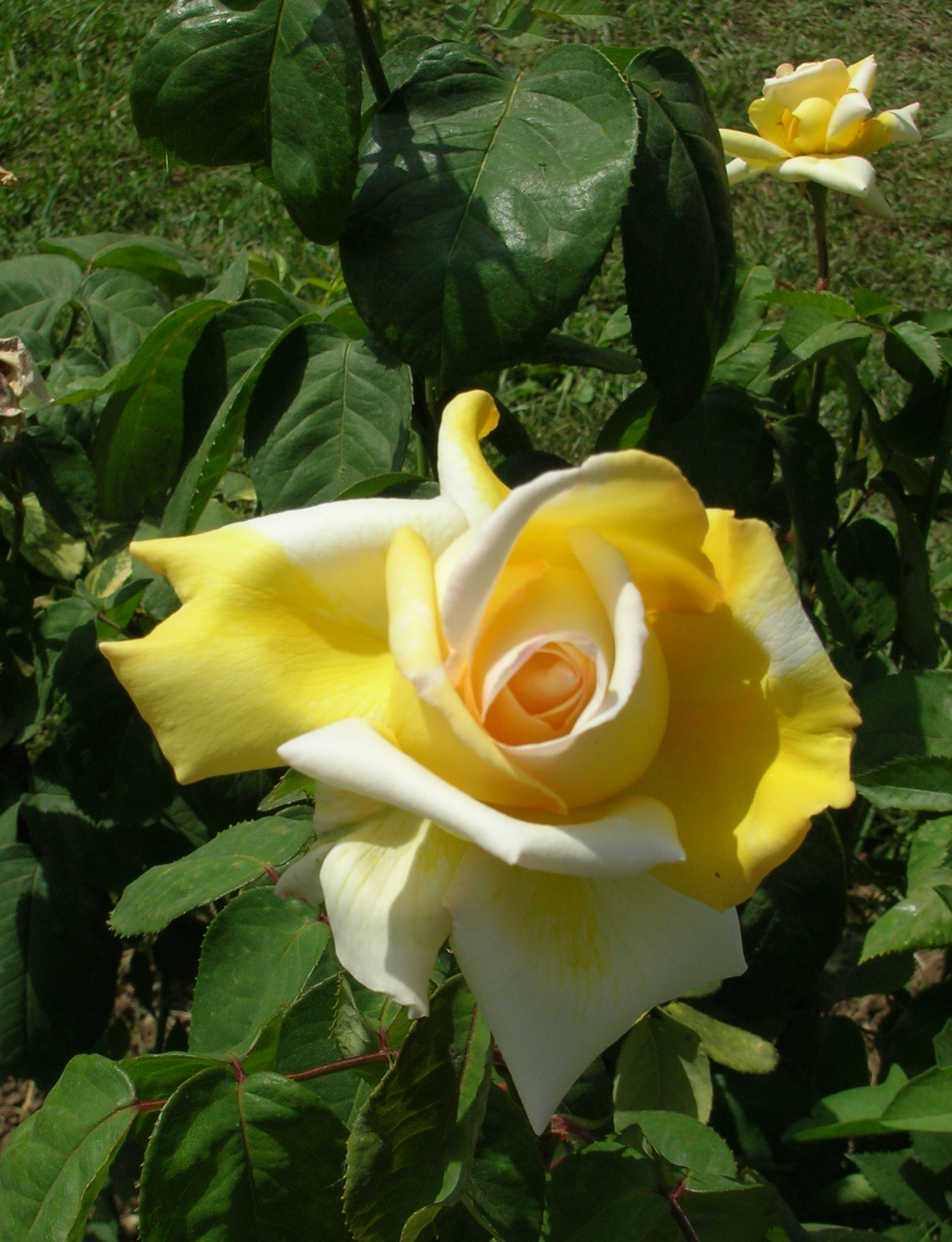
Rosa Folle courtisane
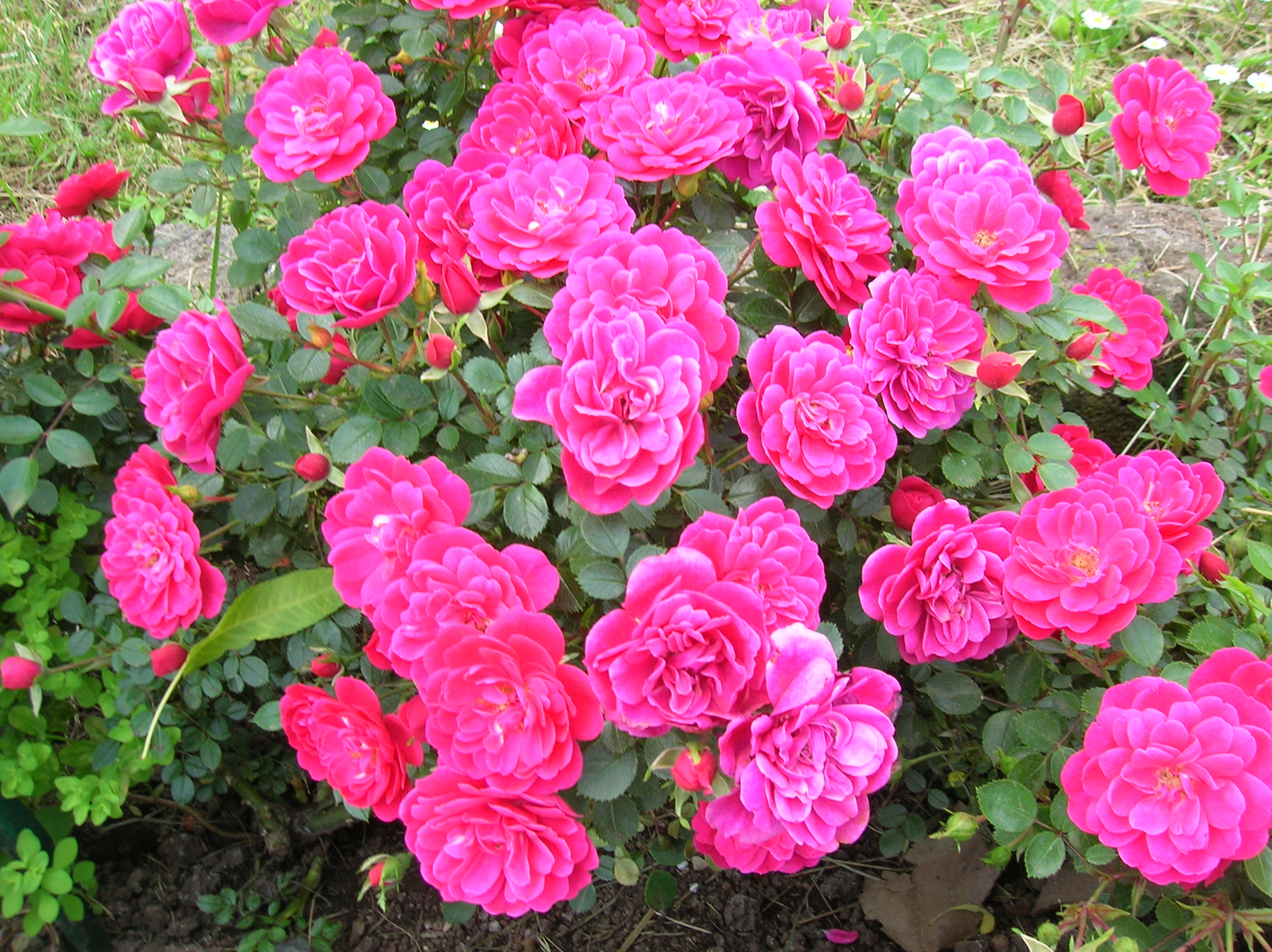
Rosa Hobby
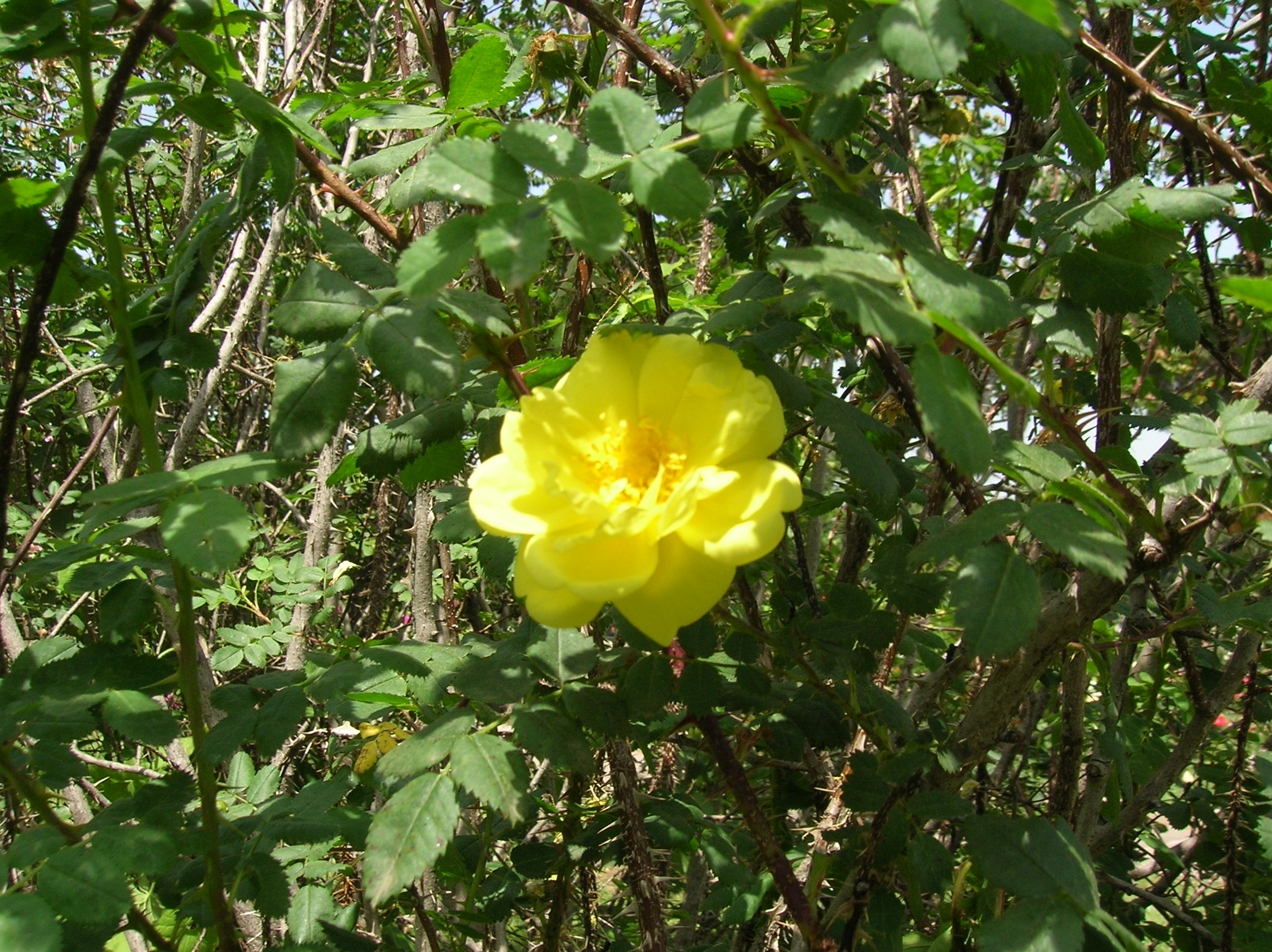
Rosa Harisonii 1830 Ibrido R Foetida!
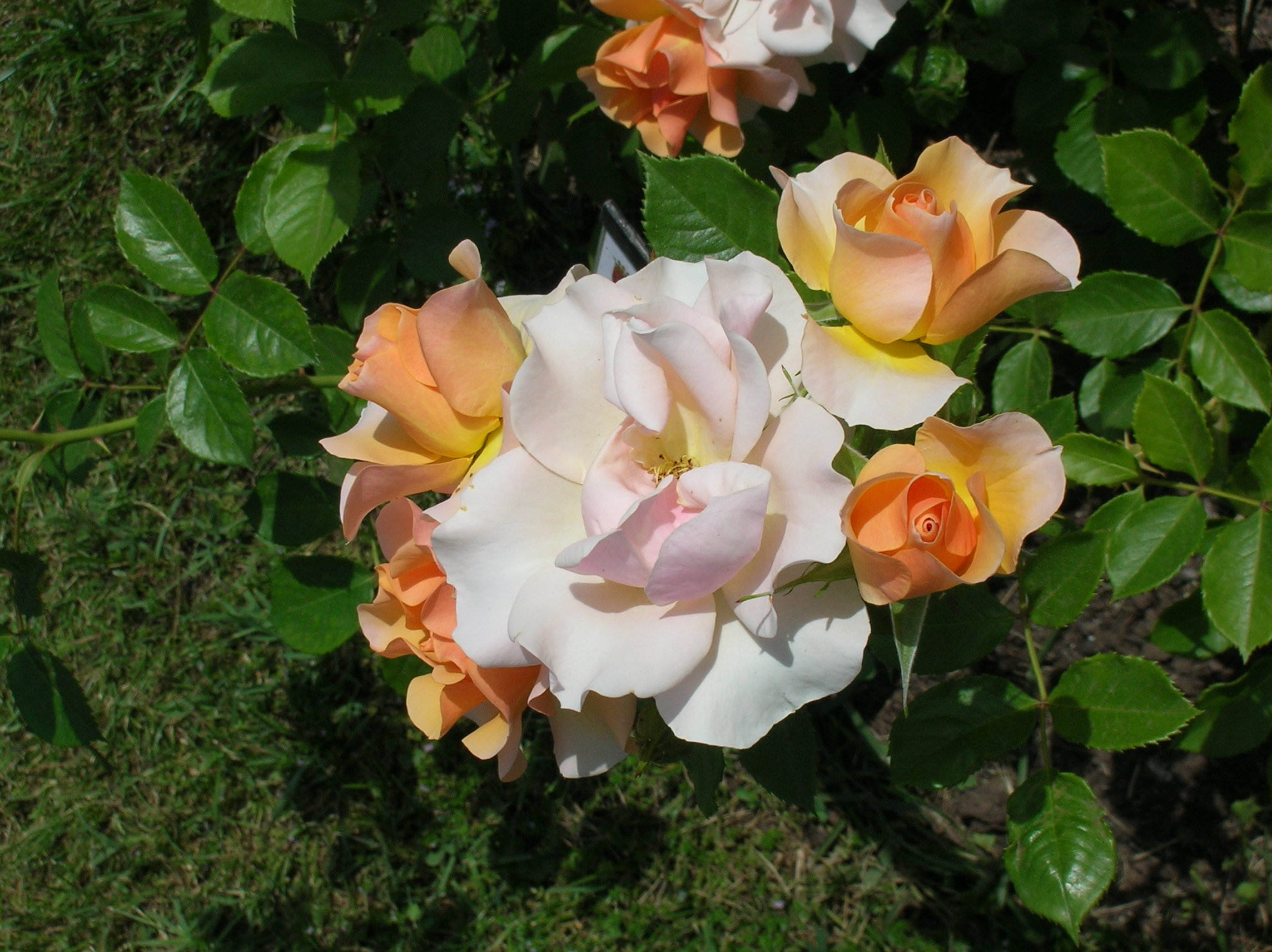
Rosa Kenniamh-Kenny
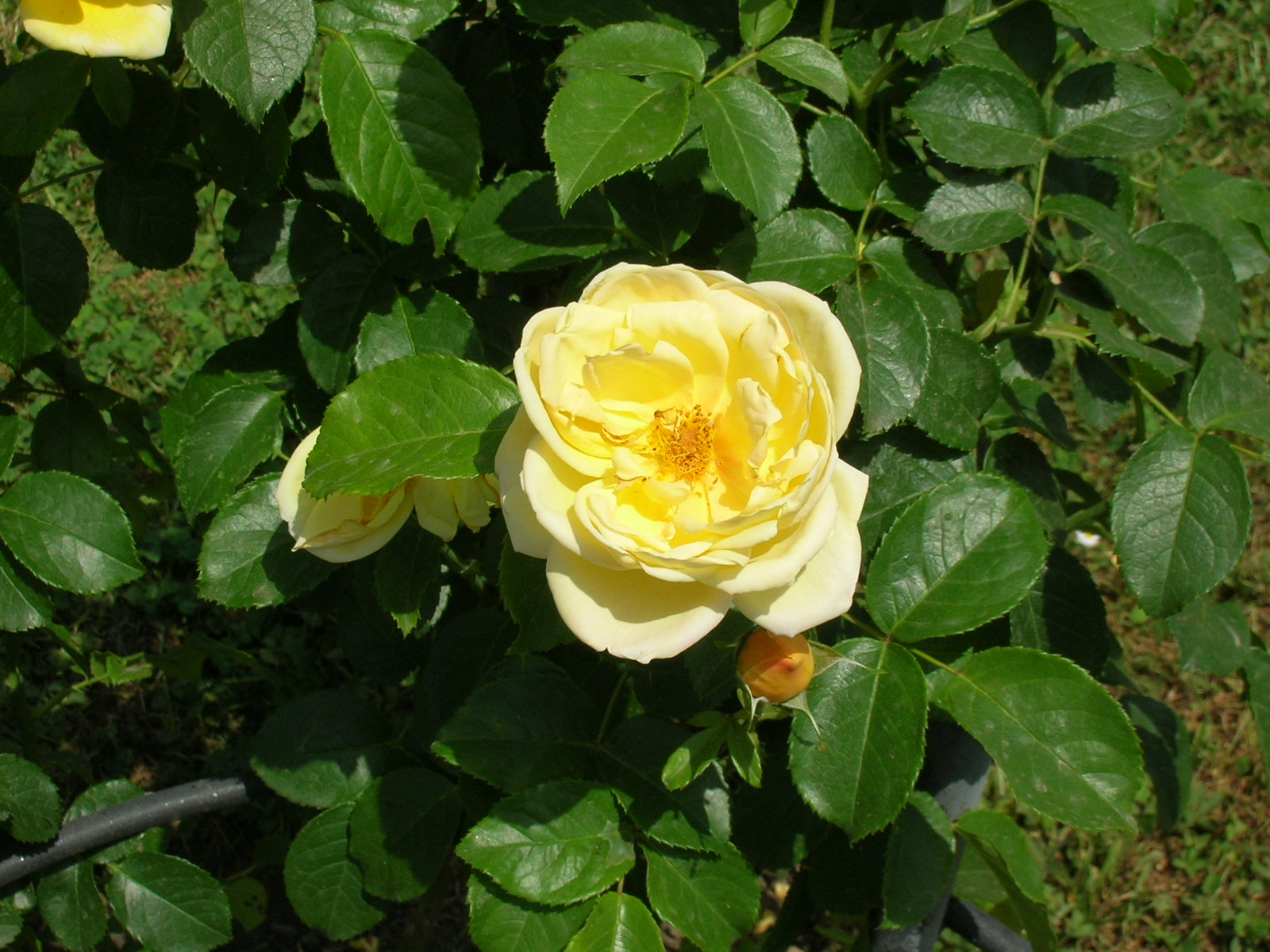
Rosa Medaglia d'oro Sarmentose
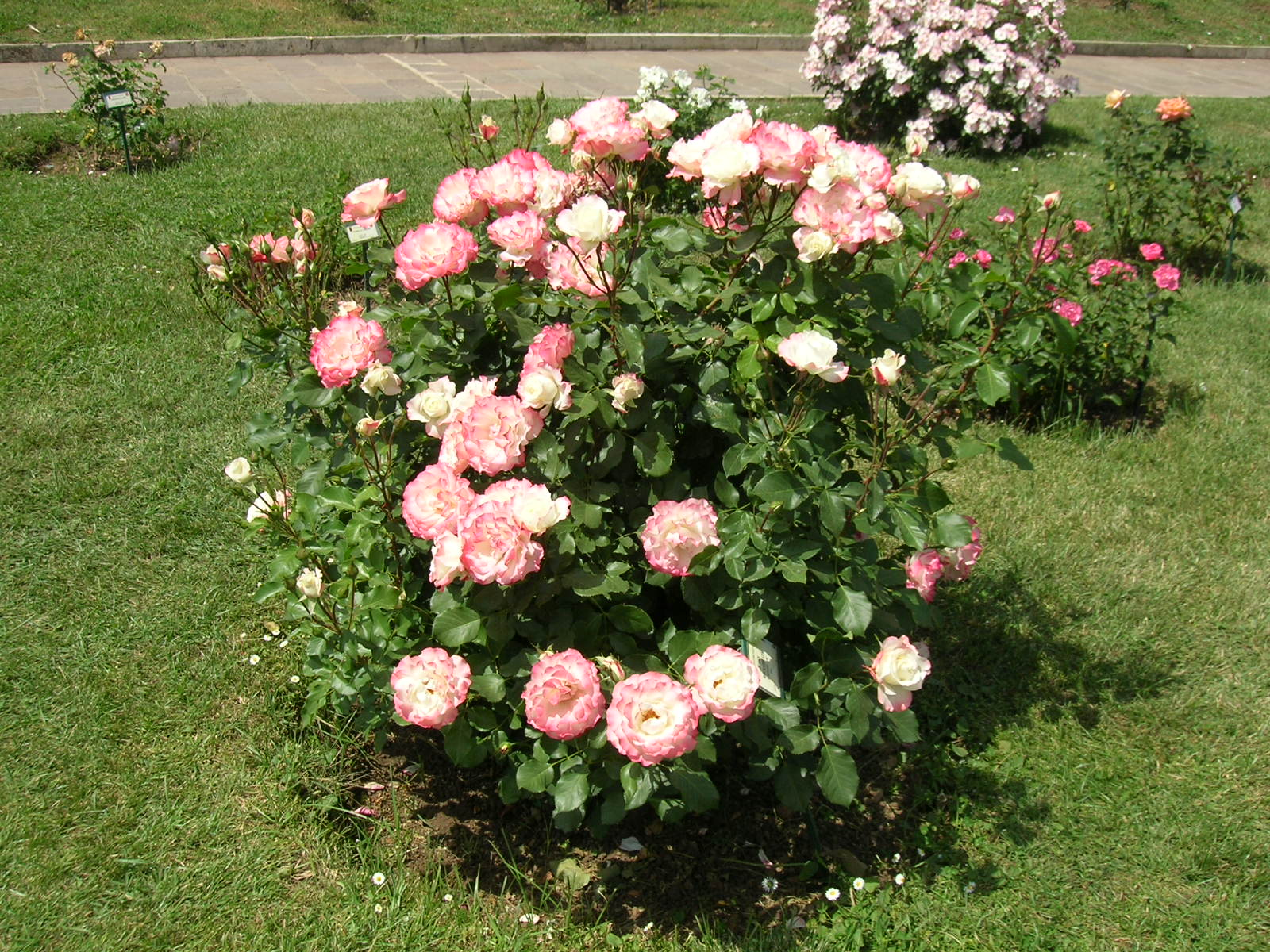
Rosa Peggy Rockfeller
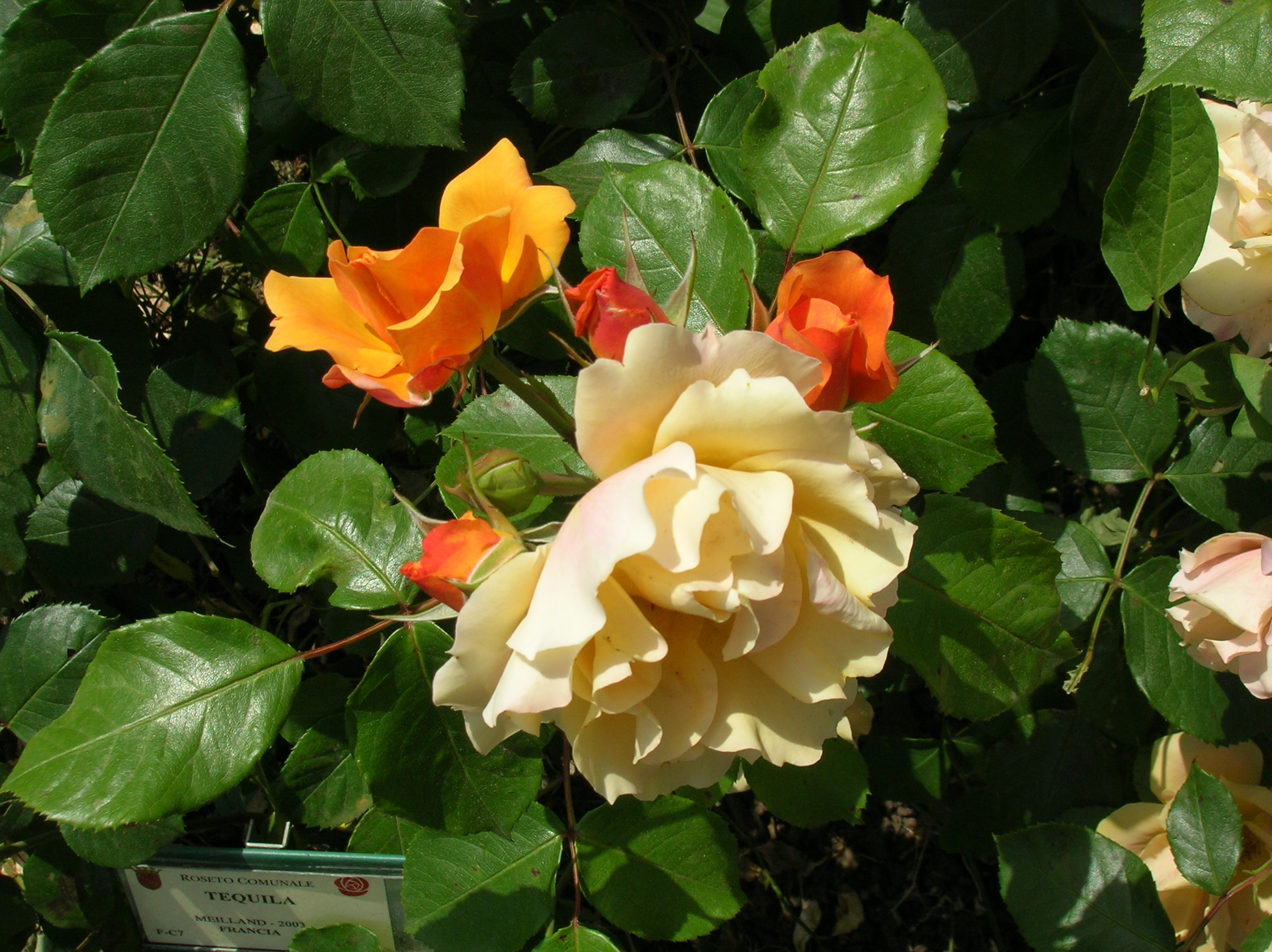
Rosa Tequila, Meilland, 1978 Francia
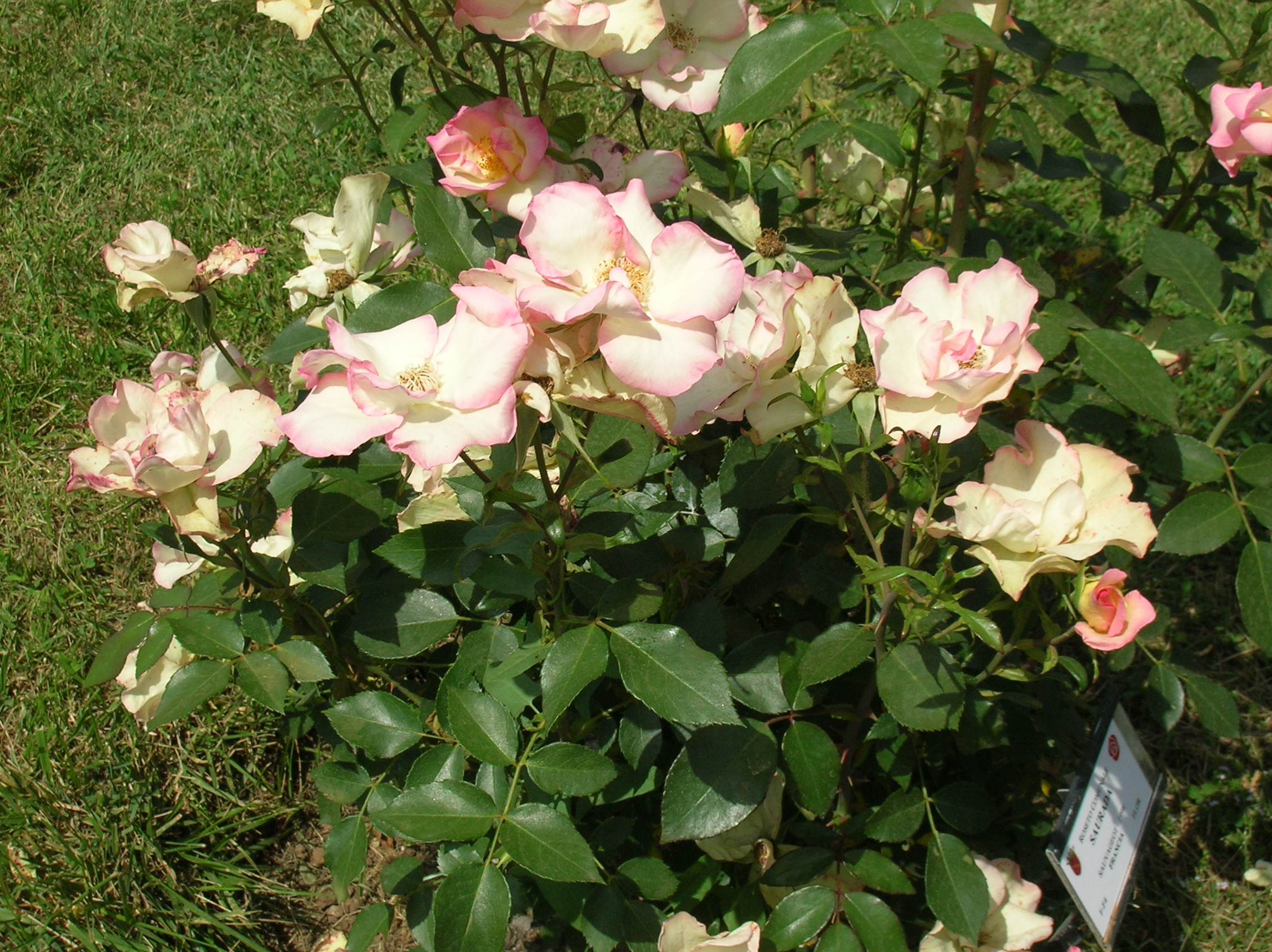
Rosa Saurada-Sauvageot